# Los Angeles
Los Angeles (AFI: /lɒs ˈændʒəˌləs/ (escutar)ⓘ, do espanhol Los Ángeles, literalmente "Os Anjos"), oficialmente Cidade de Los Angeles (City of Los Angeles) e de maneira abreviada L.A. (pronunciado [élei]), é a cidade mais populosa do estado da Califórnia e a segunda cidade mais populosa dos Estados Unidos, depois de Nova Iorque. Com uma população superior a 3,8 milhões de habitantes, segundo o censo de 2020, é a cidade mais populosa do oeste dos Estados Unidos. Além disso, a cidade se estende por 1 302 km² no Sul da Califórnia e faz parte da 16ª maior área metropolitana do mundo. A área metropolitana Los Angeles-Long Beach-Anaheim abriga mais de 13 milhões de habitantes. Los Angeles é também a sede do condado de Los Angeles, o mais populoso e um dos condados mais multiculturais dos Estados Unidos. Os habitantes da cidade são referidos como "Angelinos".
Los Angeles foi fundada em 4 de setembro de 1781, em nome da Coroa de Espanha, pelo governador espanhol Dom Felipe de Neve, com o topónimo El Pueblo de Nuestra Señora la Reina de los Angeles del Río de Porciúncula (A Vila de Nossa Senhora, Rainha dos Anjos do Rio de Porciúncula). Tornou-se parte do México, em 1821, após sua independência da Espanha. Em 1848, no final da Guerra Mexicano-Americana, Los Angeles e o resto da Califórnia foram adquiridos como parte do Tratado de Guadalupe Hidalgo, tornando-se parte dos Estados Unidos, o México manteve o território de Baja California. Los Angeles foi incorporado como município em 4 de abril de 1850, cinco meses antes da Califórnia se ter tornado um estado dos Estados Unidos.
Muitas vezes, conhecida por suas iniciais, "LA", e apelidada de "Cidade dos Anjos", Los Angeles é, hoje, um centro mundial de negócios, comércio internacional, entretenimento, cultura, mídia, moda, ciência, tecnologia e educação. É o lar de instituições de renome mundial cobrindo um vasto leque de campos profissionais e culturais e é um dos motores mais importantes da economia dos Estados Unidos. Em 2008, Los Angeles foi classificada a sexta cidade mais economicamente poderosa do mundo pela Forbes.com, e a terceira nos Estados Unidos, atrás apenas de Nova Iorque e Chicago, fato pelo qual é considerada um dos maiores e mais importantes centros financeiros do mundo.
Com Hollywood, distrito da cidade, é conhecida como a "Capital Mundial do Entretenimento" e é a líder mundial na criação de filmes, produção de televisão, videogames e música gravada. A importância do setor de entretenimento para a cidade levou muitas celebridades a residir em Los Angeles e em seus subúrbios.

## História

### Povoamento e descobrimento por europeus
Nativos americanos viviam anteriormente na região, antes da chegada dos primeiros exploradores europeus. Entre as tribos, a tribo shoshone possuía uma aldeia chamada Yang-na, localizada onde está atualmente o centro de Los Angeles, ao longo do Rio Los Angeles.
Em 1542, o explorador português João Rodrigues Cabrilho, explorando a costa oeste da América do Norte em nome da coroa espanhola, descobriu a vila de Yang-na e foi amigavelmente recebido por nativos. Cabrilho anotou a localização da aldeia indígena e continuou sua exploração. Até 1769 (por 227 anos, portanto), a região permaneceu esquecida pelos europeus. Nesse ano, Gaspar de Portolà, um capitão da força militar espanhola, e Juan Crespi, um missionário espanhol, lideraram uma expedição partindo de San Diego com destino à Baía de Monterey. O grupo chegou à vila de Yang-na, onde Crespi escreveu, no seu diário, que o local onde ficava a aldeia indígena era um "lugar maravilhoso" e que tinha todas as condições necessárias para um grande assentamento. Gaspar e Crespi nomearam a cidade como Nuestra Señora la Reina de Los Ángeles de Porciúncula.

### Colonização espanhola
Os espanhóis logo começaram o povoamento da região, onde está atualmente Los Angeles. Primeiramente, em 1771, os espanhóis fundaram Missión San Gabriel Arcángel, um pequeno centro religioso, 8 km a leste dos atuais limites municipais de Los Angeles. San Gabriel acabou por se tornar um importante centro agropecuário, cultural e religioso, e o mais importante de outros oito assentamentos criados pelos espanhóis ao longo da atual Califórnia. Depois da construção de San Gabriel, Felipe de Neve, o governador espanhol da Califórnia escolheu o lugar descrito como "maravilhoso" por Crespi para a construção de uma nova cidade. Soldados foram enviados por Felipe para o México, com ordens de oferecer dinheiro, terra livre, animais e equipamentos para as pessoas que quisessem mudar-se para a nova cidade a ser criada.
Em 4 de setembro de 1781, um grupo de 44 pessoas — 11 homens, 11 mulheres e 22 crianças, com dois espanhóis no grupo, sendo o restante predominantemente afro-americanos, com alguns nativos americanos e descendentes de dois ou mais grupos étnico-raciais — chegaram na região descrita por Crespi. Este grupo havia saído em fevereiro de 1781. Ao chegarem, eles fundaram oficialmente El Pueblo de Nuestra Señora Reina de los Ángeles de la Porciúncula. Los Angeles é atualmente a única grande cidade americana a ter sido fundada por um grupo de assentadores predominantemente formado por afro-americanos. Em 1800, Los Angeles tinha cerca de 315 habitantes e, de uma comunidade agrária, a cidade passou a ser um centro pecuário. Os espanhóis criaram gigantescos lotes de terra, que eram vendidos a criadores. Estes lotes abrigavam milhares de bovinos e cavalos.

### Domínio mexicano

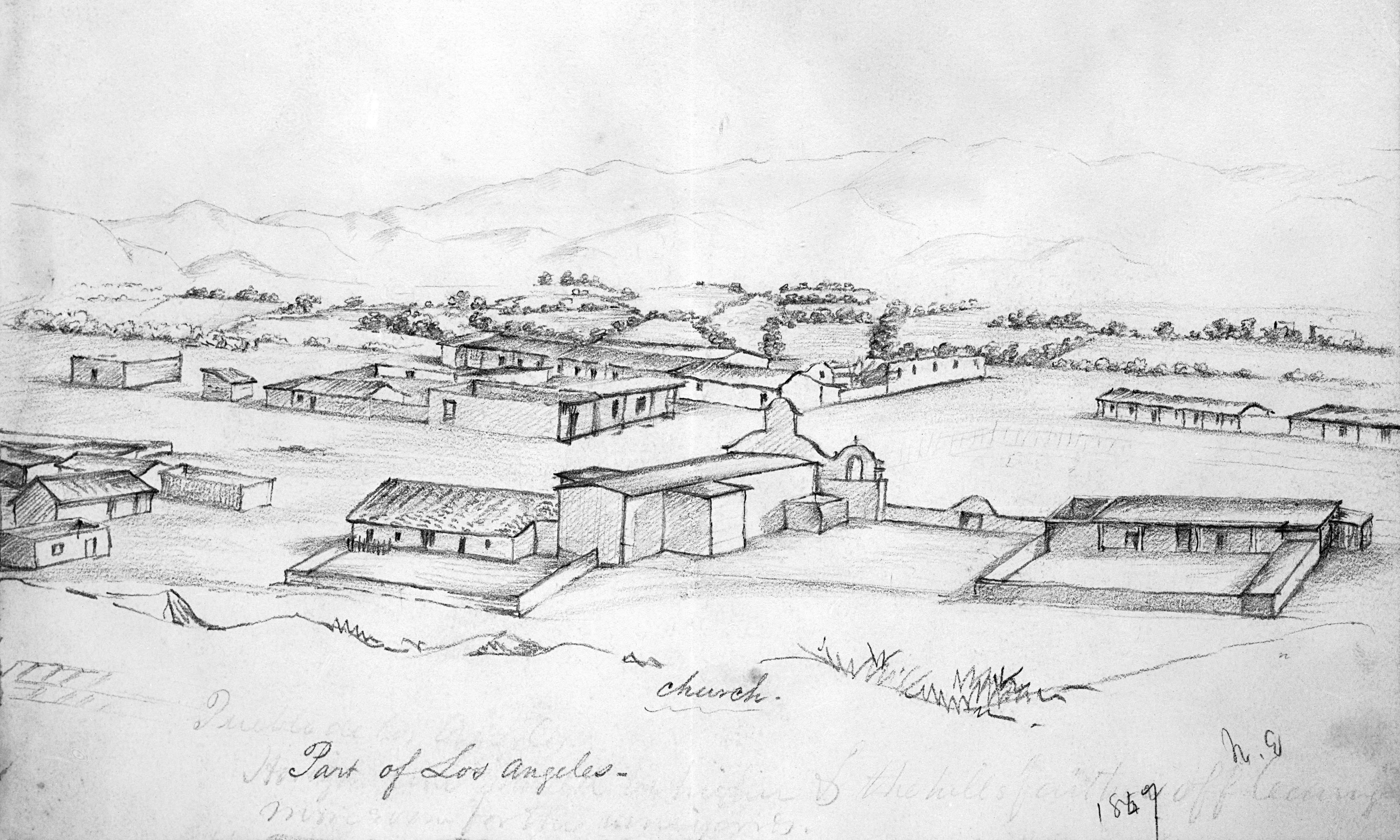
Los Angeles por volta de 1847.

Em 1821, México tornou-se independente da Espanha. Os mexicanos tomaram controle de toda a Califórnia, e a cidade de Los Angeles passou para controle espanhol. Los Angeles e Monterey alternaram-se como a capital do território mexicano da Alta Califórnia. Em 1826, Jedediah Smith chegou a Los Angeles. Ele foi a primeira pessoa a chegar à cidade vindo da costa atlântica.
Em 1841, assentadores americanos começaram gradualmente a morar na Califórnia, muitos dos quais decidiram instalar-se na cidade de Los Angeles. Mesmo assim, os hispânicos continuaram em maioria na cidade. Em maio de 1846, os Estados Unidos e o México entraram em guerra. Em agosto do mesmo ano, tropas americanas capturaram Los Angeles. Porém, uma grande rebelião popular contra os americanos desenvolveu-se entre a população hispânica da cidade, e as tropas americanas recuaram. Em janeiro de 1847, Los Angeles foi capturada definitivamente pelos americanos. Tendo sido derrotados, os mexicanos assinaram o Tratado de Guadalupe Hidalgo, em 1848, que cedia a Califórnia aos Estados Unidos.

### Segunda metade do século XIX

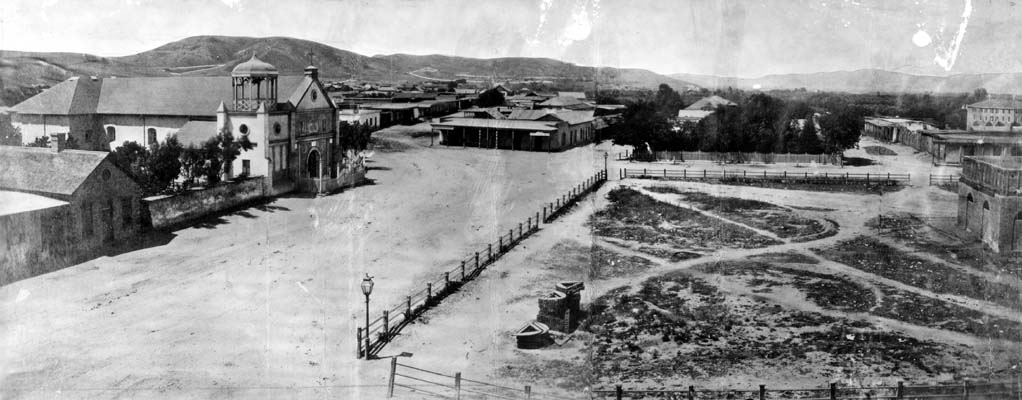
Los Angeles em 1869

Em 4 de abril de 1850, Los Angeles foi elevada à categoria de cidade e, cinco meses mais tarde, a Califórnia tornar-se-ia o 31º estado dos Estados Unidos. Los Angeles, então, tinha cerca de 1 600 habitantes e 73 km², sendo que sua população cresceu lentamente nas duas décadas seguintes. Muitos dos antigos proprietários de lotes agropecuários faliram, por causa da burocracia existente no processo de confirmação de propriedade por parte da justiça americana. Alguns mexicanos resistiram à presença americana. Em 1856, Juan Flores liderou uma grande revolta popular na cidade, ameaçando o sul californiano. Ele acabou sendo enforcado, à frente de um público de mais de três mil espectadores. Outro mexicano famoso foi Tiburcio Vásquez, famoso entre a população hispânica por seus feitos contra os "gringos". Capturado em West Hollywood, ele foi considerado culpado de dois assassínios em 1874, e enforcado em 1875.
A Chinatown de Los Angeles foi palco de uma revolta popular em 1871. Uma briga entre dois grupos criminosos chineses resultou na morte de uma pessoa branca. Isto enfureceu a população branca da cidade, e um contingente de 500 brancos dirigiram-se à Chinatown da cidade, matando 19 homens e meninos de origem chinesa, dos quais somente um estava envolvido na morte da pessoa branca. O grupo também matou outra pessoa branca que tentou proteger essas 19 pessoas. Casas e estabelecimentos comerciais chineses foram assaltados. Um julgamento procedeu, mas apenas uma pessoa do contingente de 500 passou algum tempo na prisão.

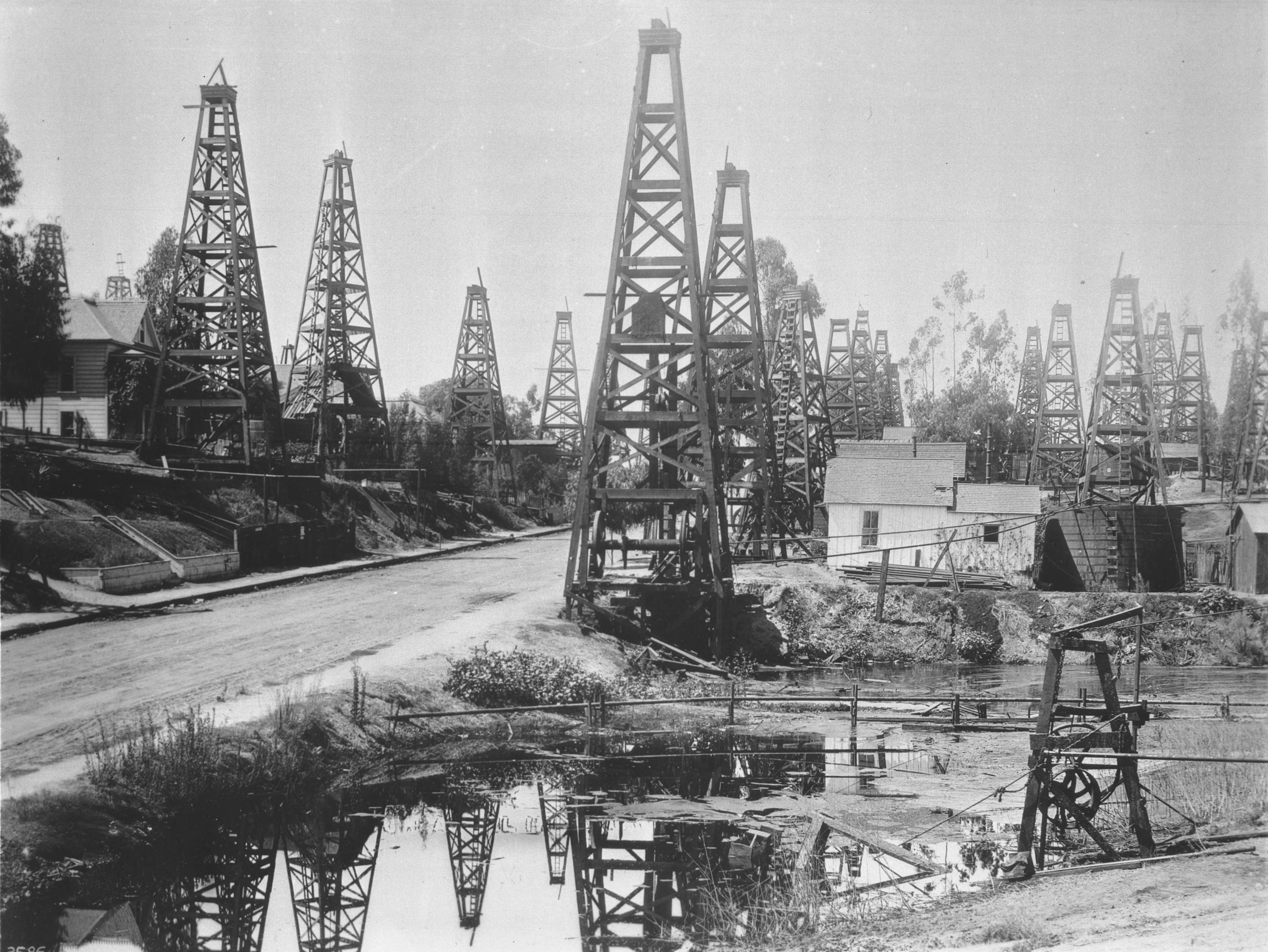
Poços de petróleo, em Los Angeles, em 1896

Em 1876, uma ferrovia foi construída entre Los Angeles e São Francisco, o que forneceu a Los Angeles acesso ao resto do país via São Francisco. Outra ferrovia, ligando Los Angeles ao leste americano via Atchison, Topeka e Santa Fé foi completada em 1885, o que gerou grande concorrência entre as diferentes companhias que administravam a ferrovia Los Angeles-San Francisco e a ferrovia Los Angeles-Atchison. Ambas as companhias começaram a baixar os preços da passagem de ida para a cidade, o que gerou um fluxo cada vez maior de pessoas vindas do resto dos Estados Unidos para Los Angeles. A tarifa eventualmente chegou a um mínimo de um dólar, e trens lotados de passageiros vindos do interior e do leste americano chegavam a Los Angeles diariamente. Esta concorrência também tornou Los Angeles um grande centro portuário, com produtos procedentes do interior dos Estados Unidos sendo despachados para o exterior via o porto de Los Angeles. Com tudo isto acontecendo, a população da cidade de Los Angeles cresceu dramaticamente, chegando a 50 mil habitantes em 1890 e dobrando em apenas dez anos, chegando a 100 mil na chegada do século XX.

### Séculos XX e XXI

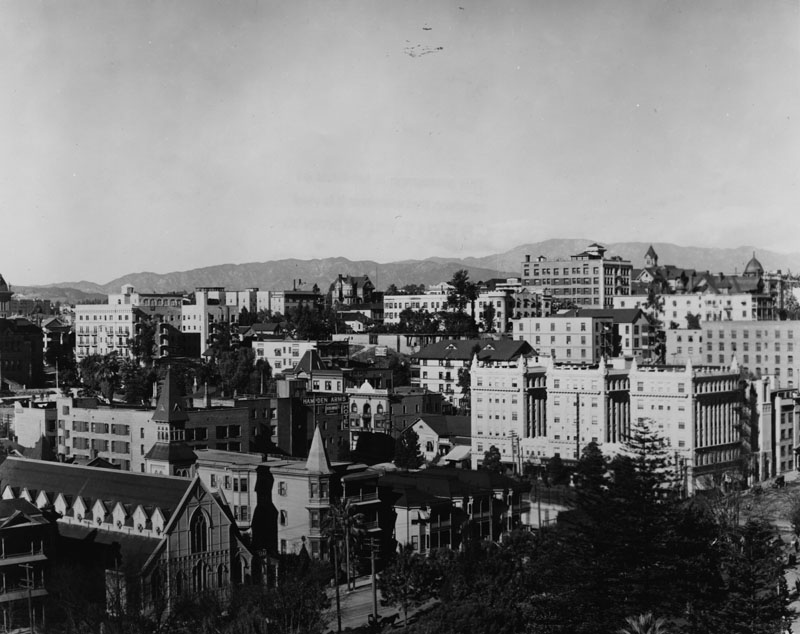
Centro de Los Angeles em 1900

Graduais anexações de cidades vizinhas a Los Angeles fizeram com que Los Angeles lentamente crescesse em tamanho nos anos que se seguiram a 1890. Em 1910, quando a cidade de Hollywood foi fundida com a cidade de Los Angeles, esta passou a ter 233 km². Uma gigantesca baía portuária foi construída entre 1889 e 1913. E, bem no ano de sua inauguração, em 1913, o Canal de Panamá foi inaugurado. Los Angeles tornou-se o principal centro portuário do oeste do continente americano rapidamente. Los Angeles continuava a crescer, agora, alimentada pela indústria do petróleo, que havia sido encontrado pela primeira vez na cidade em 1892.
Porém, a falta de fontes de água potável ameaçava o futuro de Los Angeles. Com a população da cidade em grande crescimento, temia-se que logo a única fonte de água potável de Los Angeles até então, o Rio Los Angeles, não seria mais suficiente para atender à crescente demanda de água potável usada pela população em crescimento. A fonte de água potável mais próxima de Los Angeles ficava a 250 km da cidade, no rio Owens, que desemboca no Lago Owens, onde evapora. Entre 1899 a 1903, Harrison Gray Otis adquiriu fazendas e propriedades que ficavam na área do Rio e do Lago Owens. Também se planejava a construção do aqueduto que transportaria essa água para a cidade.
Em julho de 1905, o Los Angeles Times publicara que os habitantes da cidade não teriam mais nenhuma água disponível, a não ser que eles comprassem papéis do governo, para o financiamento da construção do aqueduto. Água potável distribuída pelo sistema de água foi desviada para o sistema de esgoto da cidade, diminuindo a quantidade de água potável disponível, e criando condições de seca artificiais. Pessoas foram proibidas de regar seus jardins. Em um dia de eleições, os habitantes da cidade aceitaram que 22,5 milhões de dólares estadunidenses fossem investidos na construção do aqueduto. Com este dinheiro, e também graças a uma lei federal recém aprovada, que permitia a cidades a aquisição de propriedades fora de seus limites municipais, permitiu a Los Angeles comprar as terras adquiridas por Gray Otis. O aqueduto foi inaugurado em 1913 e garantiu de vez o fornecimento de água potável para os habitantes da cidade, bem como triplicou a área de Los Angeles, que passou a ter 1 165 km² (atualmente, Los Angeles possui 1 215 km²).

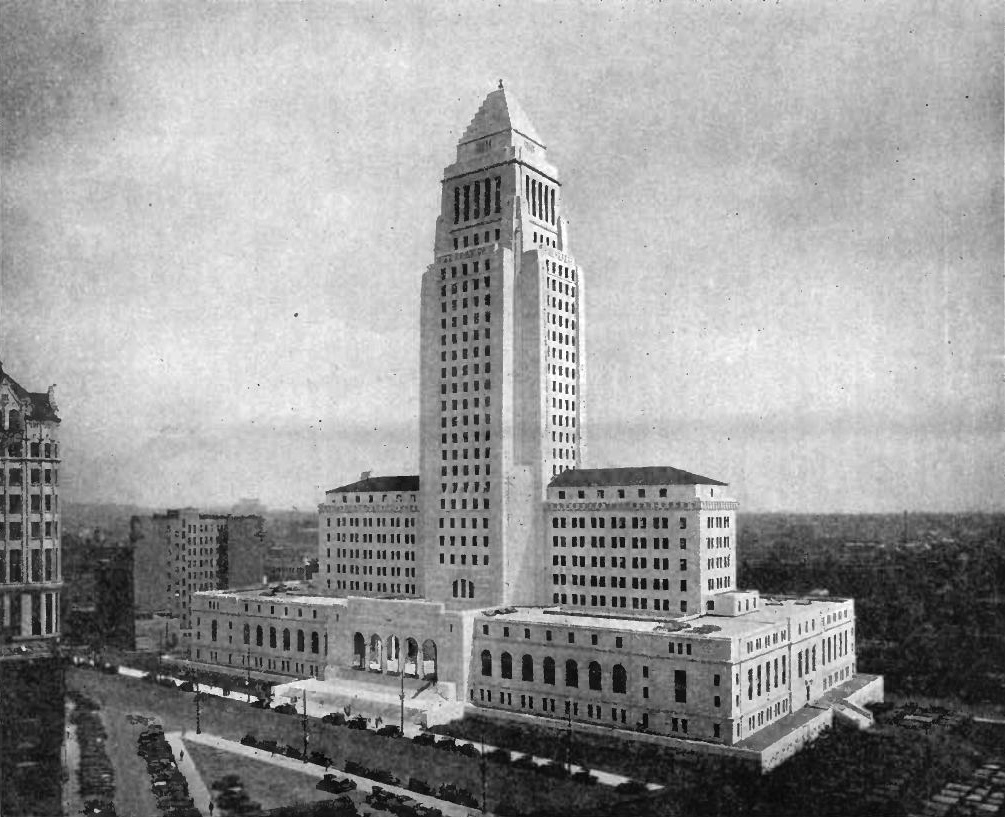
A Prefeitura de Los Angeles, mostrada aqui em 1931, foi construída em 1928 e foi a mais alta estrutura da cidade até 1964, quando as restrições de altura foram removidas.

Por volta de 1920, o turismo havia tornado-se em um grande negócio em Los Angeles. Um clima agradável, com temperaturas altas ou amenas durante quase todo o ano, atraíram (e continuam a atrair nos dias atuais) milhares de turistas. Muitos deles gostaram tanto da cidade e do seu clima que decidiram ficar de vez em Los Angeles. Nestes tempos, a indústria petrolífera da cidade crescia cada vez mais, com o crescente número de reservas de petróleo sendo descobertas. Com tudo isto, fábricas instalaram-se aos montes na cidade, produzindo produtos industrializados como aviões, móveis, pneus e outros produtos. Ainda na década de 1920, Los Angeles implementou uma lei que restringia a aquisição de residências por afro-americanos, mexicanos, asiáticos e judeus, permitindo que pessoas de grupos étnico-raciais pudessem adquirir e morar em uma residência apenas em certos bairros da cidade.
Com a Grande Depressão, as condições socioeconômicas de Los Angeles caíram drasticamente, à medida que milhares de pessoas eram demitidas de seus trabalhos. Houve falência em massa de inúmeros estabelecimentos comerciais e industriais, o que agravava ainda mais a crise. Porém, a população da cidade continuava a crescer rapidamente, uma vez que milhares de pessoas desempregadas, vindas de todas as partes do país, iam a Los Angeles com a esperança de encontrar um emprego — época, inclusive, que a cidade passou pela primeira vez da marca de 1 milhão de habitantes. 

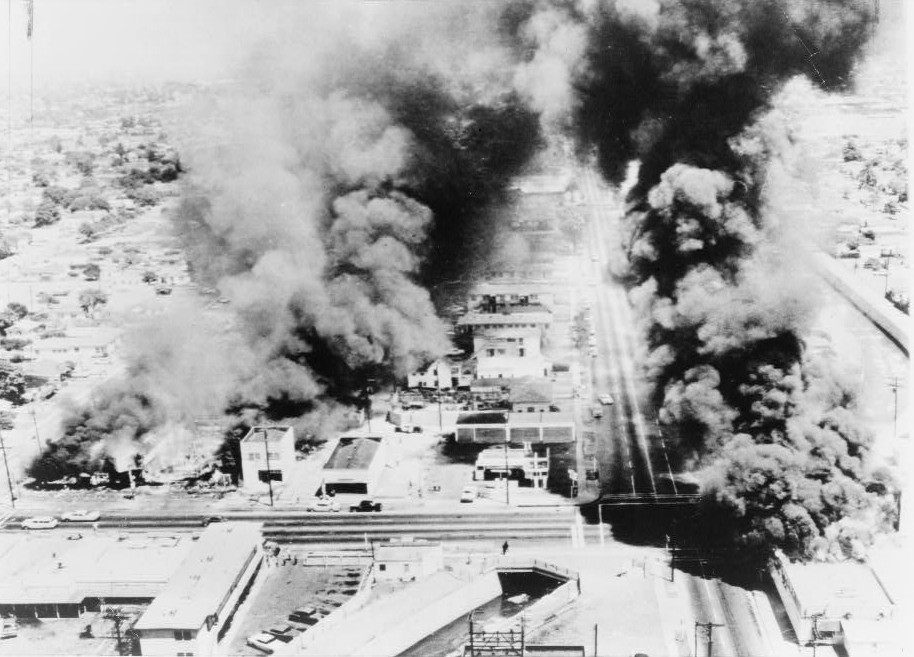
Tumultos de Watts em 1965.

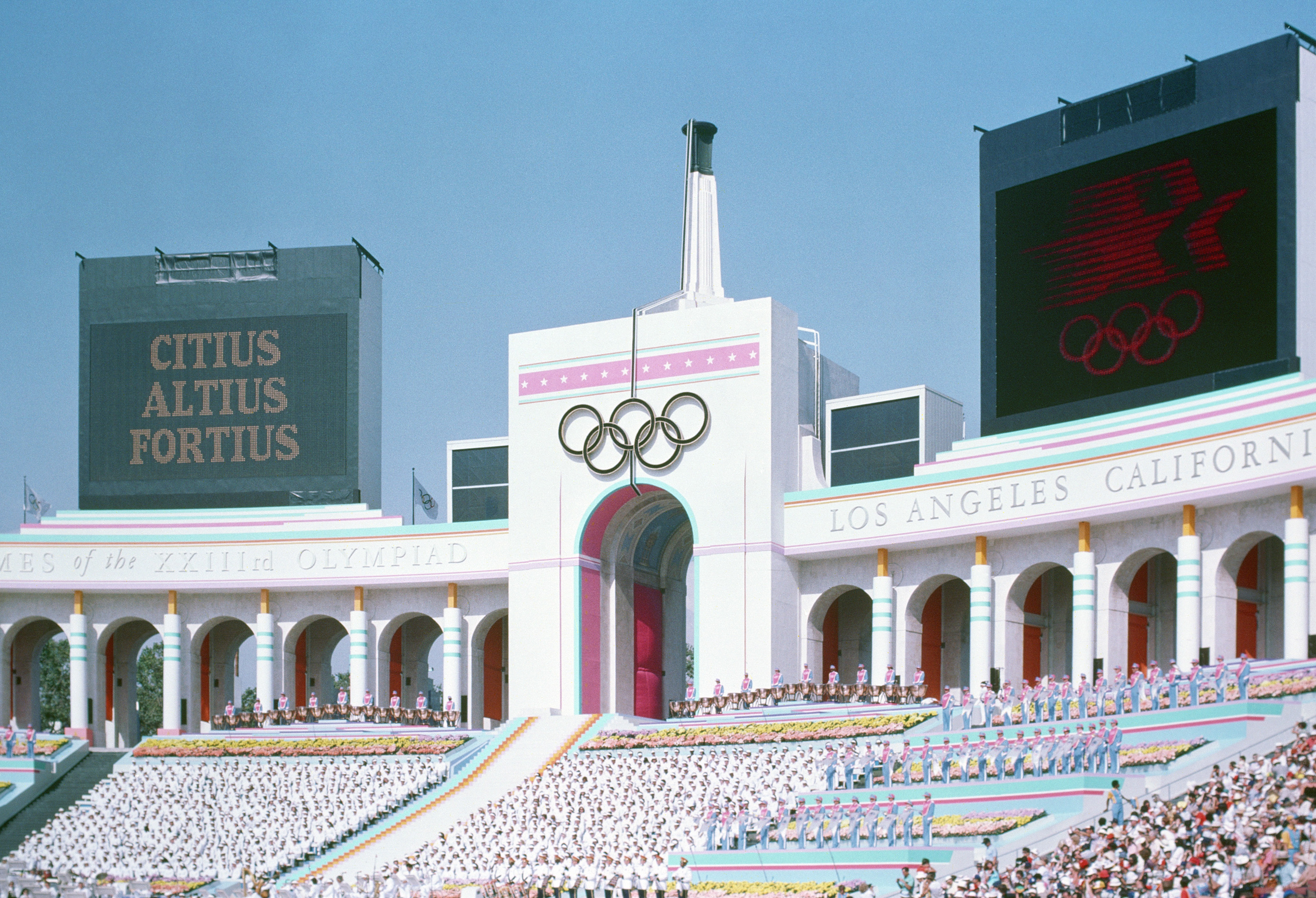
O Los Angeles Coliseum sediou os Jogos Olímpicos de 1932 e 1984.

A economia da cidade, entretanto, apenas voltaria a crescer quando os Estados Unidos entraram na Segunda Guerra Mundial, lutando ao lado dos Aliados. Fábricas e portos produziam armas, unidades militares e outros equipamentos usados pela forças militares americanas, empregando a maior parte da força de trabalho que até então estava desempregada devido aos efeitos da Grande Depressão; este crescimento continuou a atrair mais pessoas a Los Angeles, a maioria, vindas do interior do país. No final da guerra, Los Angeles tinha cerca de 1 500 000 habitantes e já era terceira mais populosa cidade dos Estados Unidos, superando a Filadélfia e ficando atrás somente de Nova York e de Chicago.
Na década de 1950, Los Angeles já era um dos principais centros industriais e comerciais dos Estados Unidos. Depois de Detroit, Los Angeles fabricava mais carros do que qualquer outra cidade americana; depois de Akron, era a maior fabricante de pneus do país; e depois de Nova Iorque, era o maior centro americano de fabrico de roupas. Uma lei que propusera limites para a altura máxima de prédios a serem construídos na cidade foi rejeitada em 6 de novembro de 1961. Isto, mais a contraditória renovação urbana no bairro de Bunker Hill (pitoresca, mas decadente), culminou na construção de vários arranha-céus em Los Angeles, desde então até a década de 1990.
Diversas vias expressas foram construídas a partir da década de 1940, conectando Los Angeles com seus subúrbios. O pequeno e ineficiente sistema de transporte público da cidade (centralizada em um sistema ferroviário de passageiros, e algumas linhas de bondes e light rail) foi desativada na década de 1950 (pressionada pela General Motors), o que tornou Los Angeles uma cidade voltada para o carro. Com mais fábricas sendo construídas e mais carros transitando nas vias públicas de Los Angeles, a poluição atmosférica tornou-se um sério problema em Los Angeles, especialmente em dias com poucos ou nenhum vento, onde a poluição gerada por fábricas e veículos acaba acumulando-se próximo ao solo, causando a formação de smog.

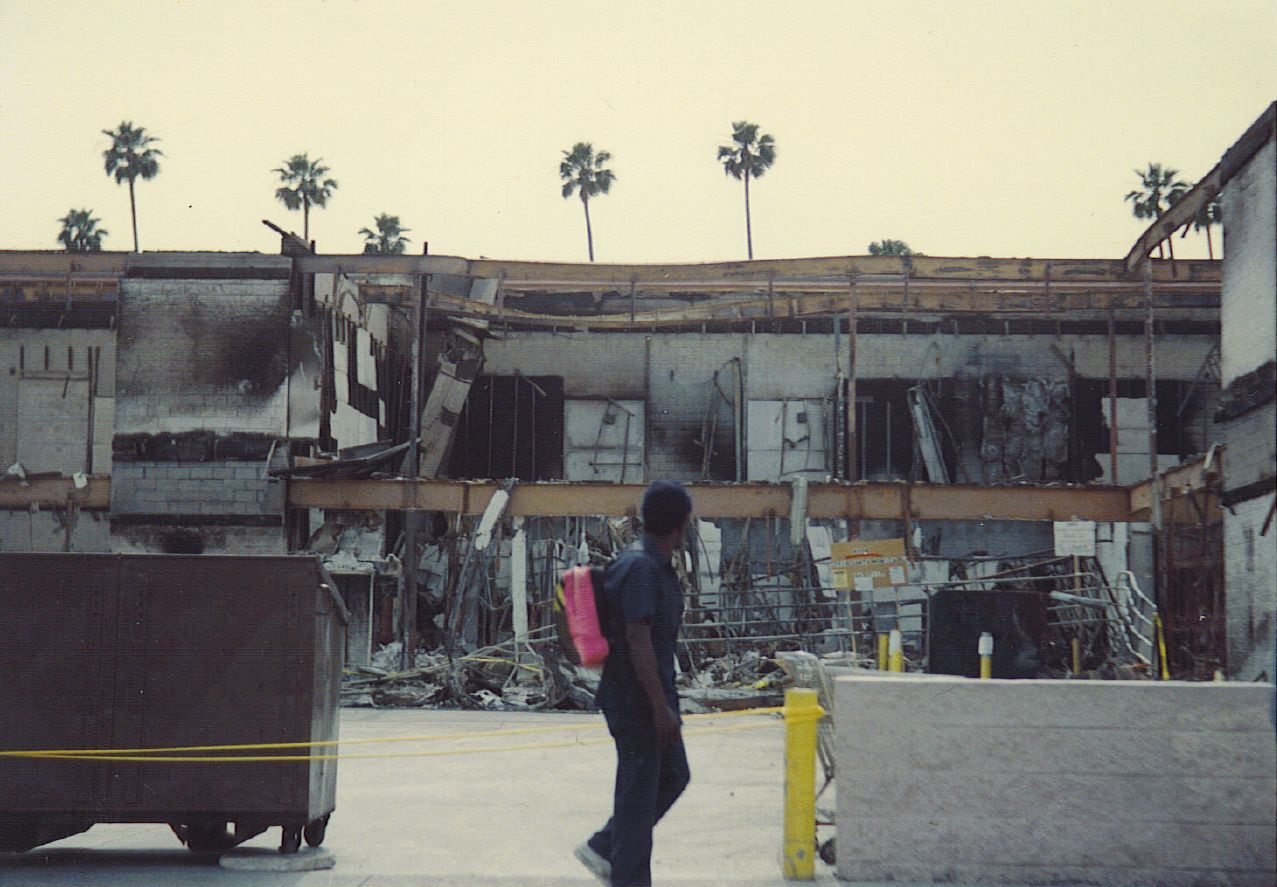
Edifício destruído após os distúrbios de Los Angeles em 1992.

Em 1989, um novo plano diretor, com extensão de 20 anos, foi implementado na cidade, cujo objetivo era reduzir os altos níveis de poluição atmosférica na cidade. Nesta mesma década, foi construído um sistema de metrô e de light rail, em uma tentativa de diminuir os constantes congestionamentos que ocorrem nas auto-estradas da cidade, e diminuir a poluição atmosférica gerado por veículos.
Em 1990, Los Angeles enfim se tornou segunda cidade mais populosa dos Estados Unidos (superando Chicago e ficando atrás somente de Nova York); Entretanto, a década de 1990 foi marcada por intensos conflitos raciais, agravada pela opressão policial. O incidente mais conhecido é o de Rodney King, um motorista afro-americano, que foi parado por quatro policiais na cidade, em 3 de março de 1991. Os policiais espancaram King, que sofreu graves ferimentos. Os policiais foram indiciados, mas nenhum deles foi condenado, mesmo com as provas do crime tendo sido gravadas em vídeo. O processo fora realizado em um subúrbio branco de Los Angeles, e todos os jurados eram brancos. O veredito do processo resultou em um grande motim popular nas ruas da cidade, especialmente em bairros afro-americanos. Como resultado, 53 pessoas morreram, 2,4 mil pessoas ficaram feridas e houve mais de um bilhão de dólares em danos. Os policiais foram processados novamente em 1993. Dois deles foram condenados a dois anos de prisão, e os outros dois, absolvidos. A prefeitura de Los Angeles depois seria condenada a pagar uma indenização de 3,75 milhões de dólares estadunidenses para Rodney King.
Dos anos 2000 para cá, a cidade se firmou como a segunda mais populosa dos Estados Unidos (como se mantém até hoje, chegando a 3 700 000 habitantes em 2010), bem como um dos mais importantes e influentes centros urbanos, financeiros e culturais do mundo. O Registro Nacional de Lugares Históricos lista 234 marcos históricos em Los Angeles, dos quais 9 são Marco Histórico Nacional. O primeiro marco foi designado em 18 de dezembro de 1970 e o mais recente em 18 de março de 2021, o Hotel Mayfair.
Em janeiro de 2025, uma série de incêndios devastadores causados por ventos severos varreu o sul da Califórnia, causando destruição generalizada na comunidade noroeste de Pacific Palisades em Los Angeles. O incêndio foi considerado por muitos o mais destrutivo da história da cidade de Los Angeles.
Los Angeles sediará os Jogos Olímpicos de Verão de 2028 e os Jogos Paralímpicos, tornando-se a terceira cidade a sediar os Jogos Olímpicos três vezes.

## Geografia

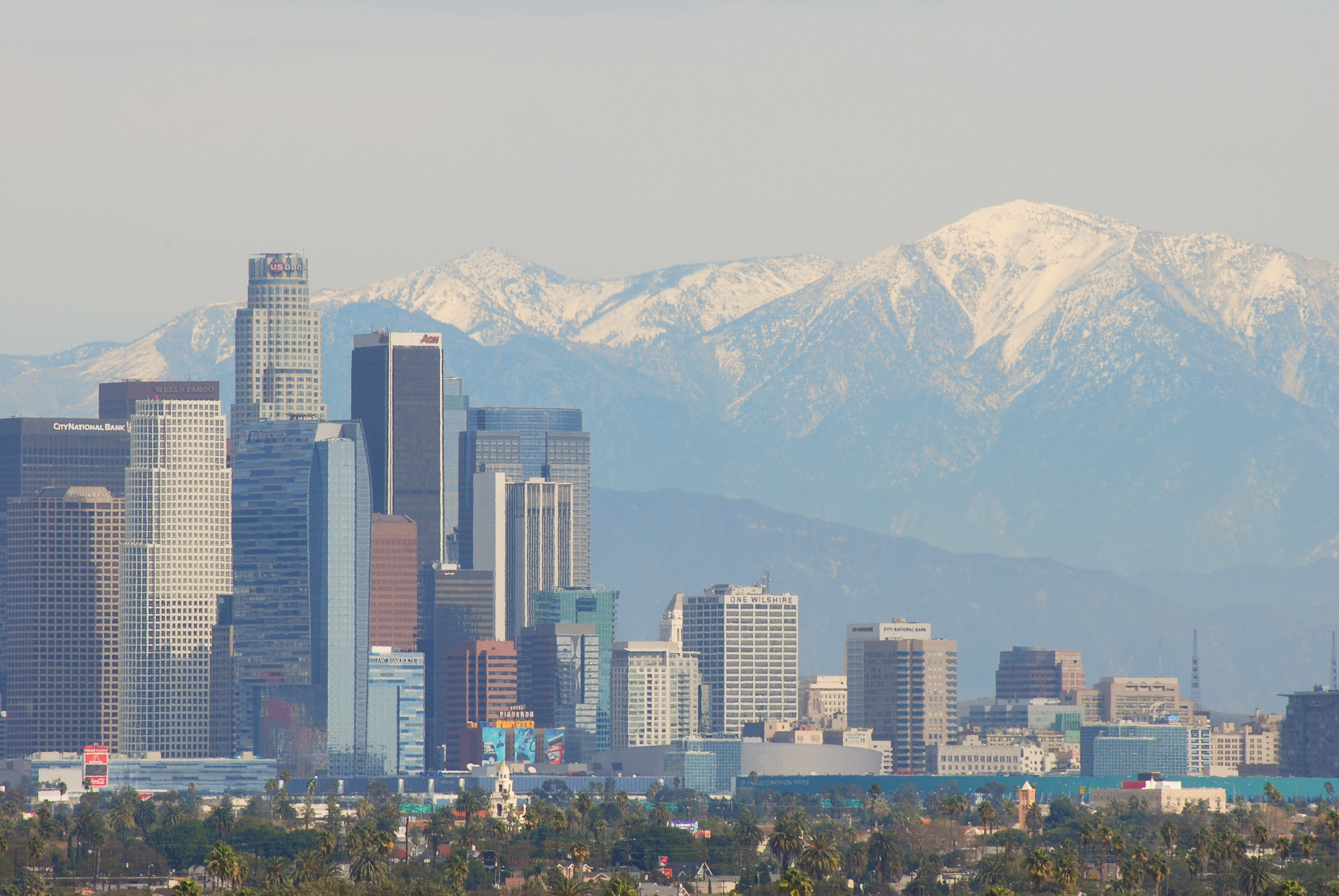
Centro de Los Angeles com as Montanhas São Gabriel ao fundo.

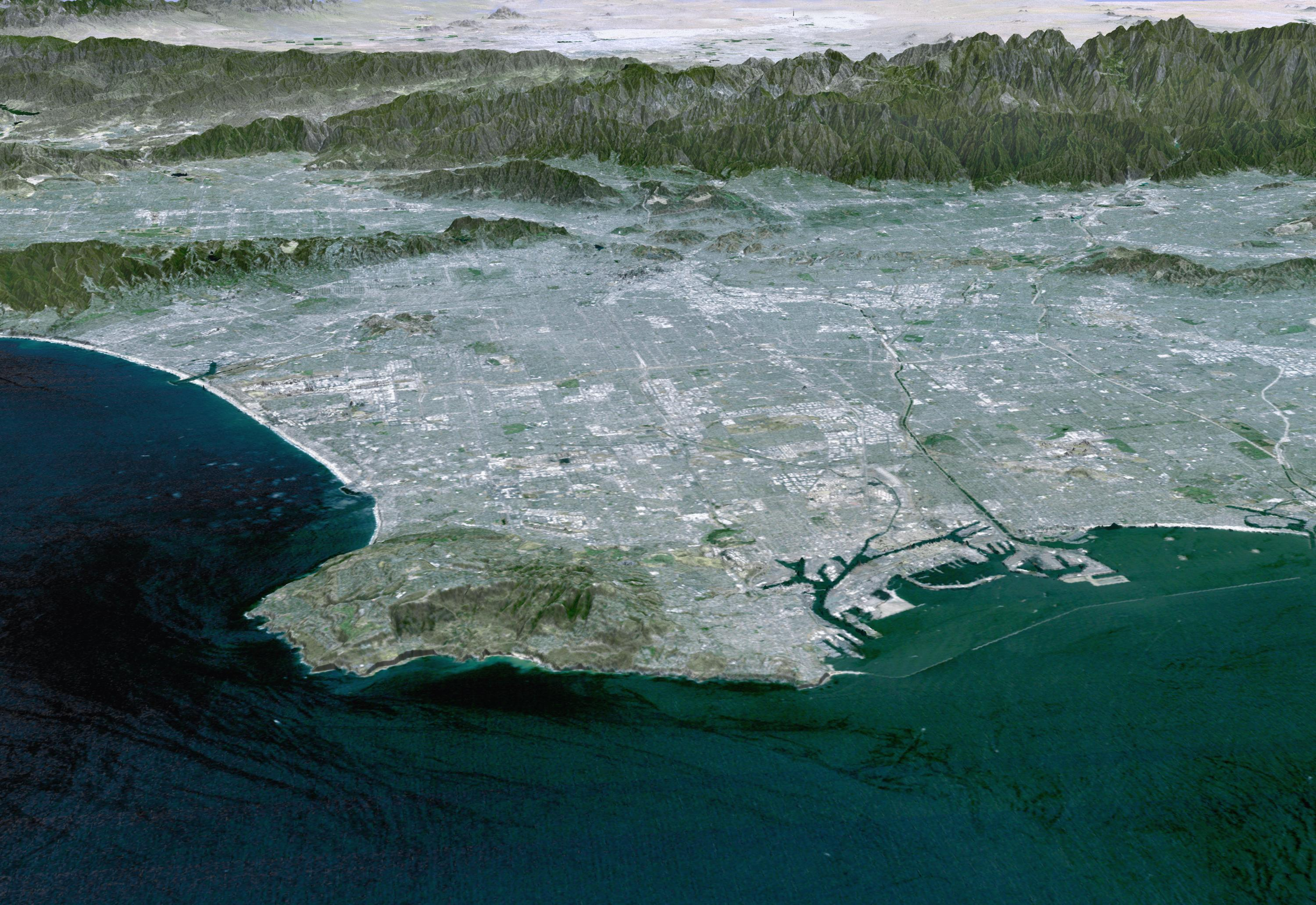
Imagem 3D obtidas através de fotografias de satélites da área urbanizada da região metropolitana de Los Angeles

Los Angeles está localizada no sudoeste dos Estados Unidos, e no sudoeste do Estado americano de Califórnia, na costa do Oceano Pacífico. Situa-se a aproximadamente 560 km a sul da cidade de San Francisco e a 210 km a nordeste de San Diego e da fronteira Estados Unidos-México. De acordo com o Departamento do Censo dos Estados Unidos, a cidade tem uma área de 1 299 km², onde 1 216 km² estão cobertos por terra e 83 km² (6,4%) por água. Em função da extensão de sua área total, Los Angeles atualmente é uma das maiores cidades americanas em área, embora no início do século XX, a cidade tenha tido apenas uma pequena fração da área atual. Os limites municipais de Los Angeles cresceram com a gradual anexação de cidades vizinhas, como West Hollywood, San Pedro, Van Nuys e Westwood, atualmente, consideradas como parte da cidade de Los Angeles.
A maior distância entre dois pontos norte-sul em Los Angeles é de 71 km, e a maior entre dois pontos leste-oeste é de 44 km. São cerca de 550 km em fronteiras municipais com outras cidades vizinhas. O ponto mais elevado da cidade é o Monte Irmã Elsie (Sister Elsie Peak, em inglês), que tem uma altitude de aproximadamente 1 680 m. Localizada num terreno bastante acidentado, a altitude média de Los Angeles é de 84 m, estando a um mínimo de 0 metro nas praias de Santa Ana, e a um máximo de 1 680 m no monte Irmã Elsie.
Os sismos são uma ameaça diária em Los Angeles. O passado sísmico da cidade não é tão trágico quanto o de San Francisco, mas, nada impede que um tremor devastador aconteça na cidade. Como outras cidades localizadas na Califórnia, Los Angeles está localizada numa região altamente vulnerável a terremotos. A Califórnia é uma das regiões do mundo mais sujeitas a terremotos. Existem mais de 300 falhas geológicas no Estado. Além de estar a poucos quilômetros da zona de choque (encontro) entre a Placa do Pacífico e a Placa Norte-Americana, Los Angeles fica sobre um terreno relativamente úmido e macio, o que aumenta a vulnerabilidade das estruturas ali instaladas em um caso de um grande terremoto. O terremoto mais recente foi o Terremoto de Northridge, ocorrido em 1994, que causou danos de propriedade avaliados em bilhões de dólares estadunidenses. No dia 29 de julho de 2008, um terremoto de 5,4 graus na escala Richter pôde ser sentido de Los Angeles a San Diego. O Centro de Geologia dos Estados Unidos informou que o epicentro do sismo estava localizado a 47 km ao sudeste do centro de Los Angeles, próximo de Chino Hills. Felizmente, apenas cinco pessoas ficaram feridas e foram reportados apenas pequenos danos estruturais.

### Região metropolitana

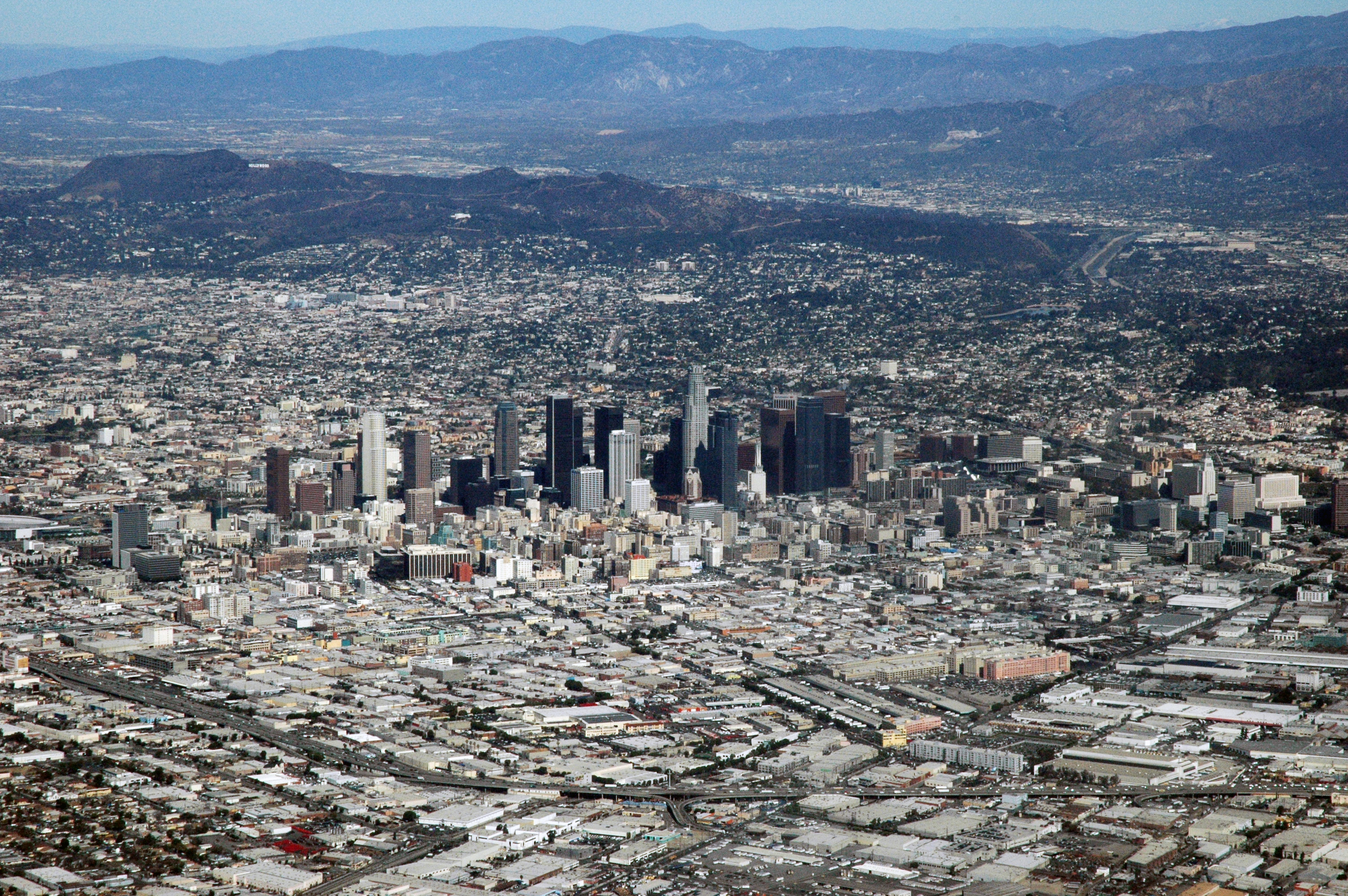
Fotografia aérea da cidade

Los Angeles é a sede do Condado de Los Angeles, o condado mais populoso dos Estados Unidos, com um total de 10 014 009 habitantes. São 88 cidades, e todas partes da região metropolitana, das quais dez possuem mais de 100 mil habitantes. Long Beach, Glendale e Santa Clarita são as cidades mais populosas e importantes do condado. Muitas cidades do condado estão completamente cercadas pela cidade de Los Angeles, caso de West Hollywood, Westwood, San Pedro e Culver City. Outras estão cercadas por Los Angeles e pelo Oceano Pacífico, como Santa Mônica e Torrance.
A região metropolitana de Los Angeles é composta pelos condados de Los Angeles, Riverside e Orange, que possuem quatro grandes aglomerações urbanas distintas: Los Angeles–Long Beach, Condado de Orange, Riverside–San Bernardino e o Condado de Ventura. No total, são 13 200 998 habitantes e 4 320 km² de área urbanizada, o que torna a região metropolitana de Los Angeles a segunda mais habitada dos Estados Unidos, a terceira mais habitada da América do Norte, bem como uma das maiores do mundo.

### Clima e meio ambiente

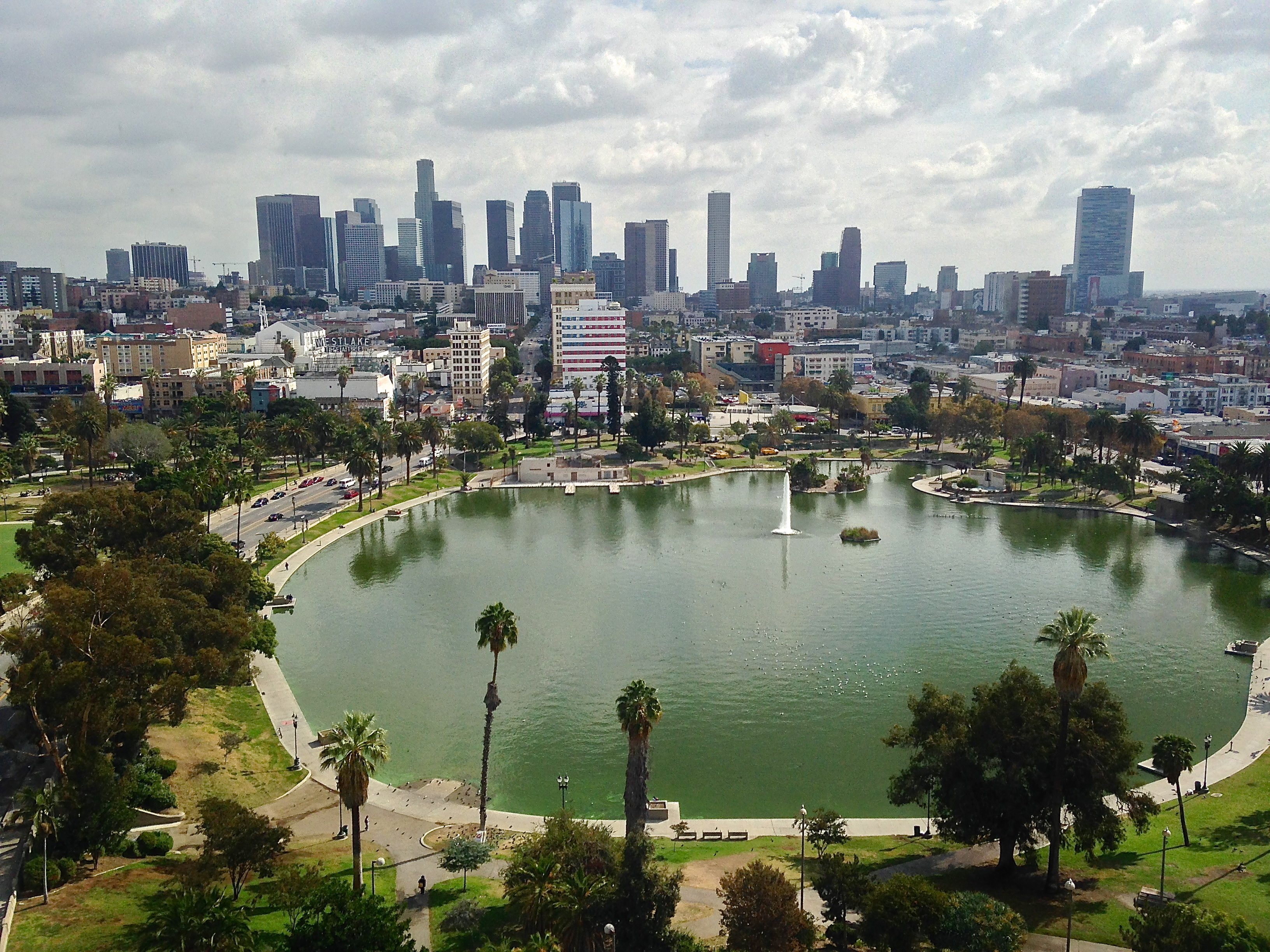
Parque MacArthur

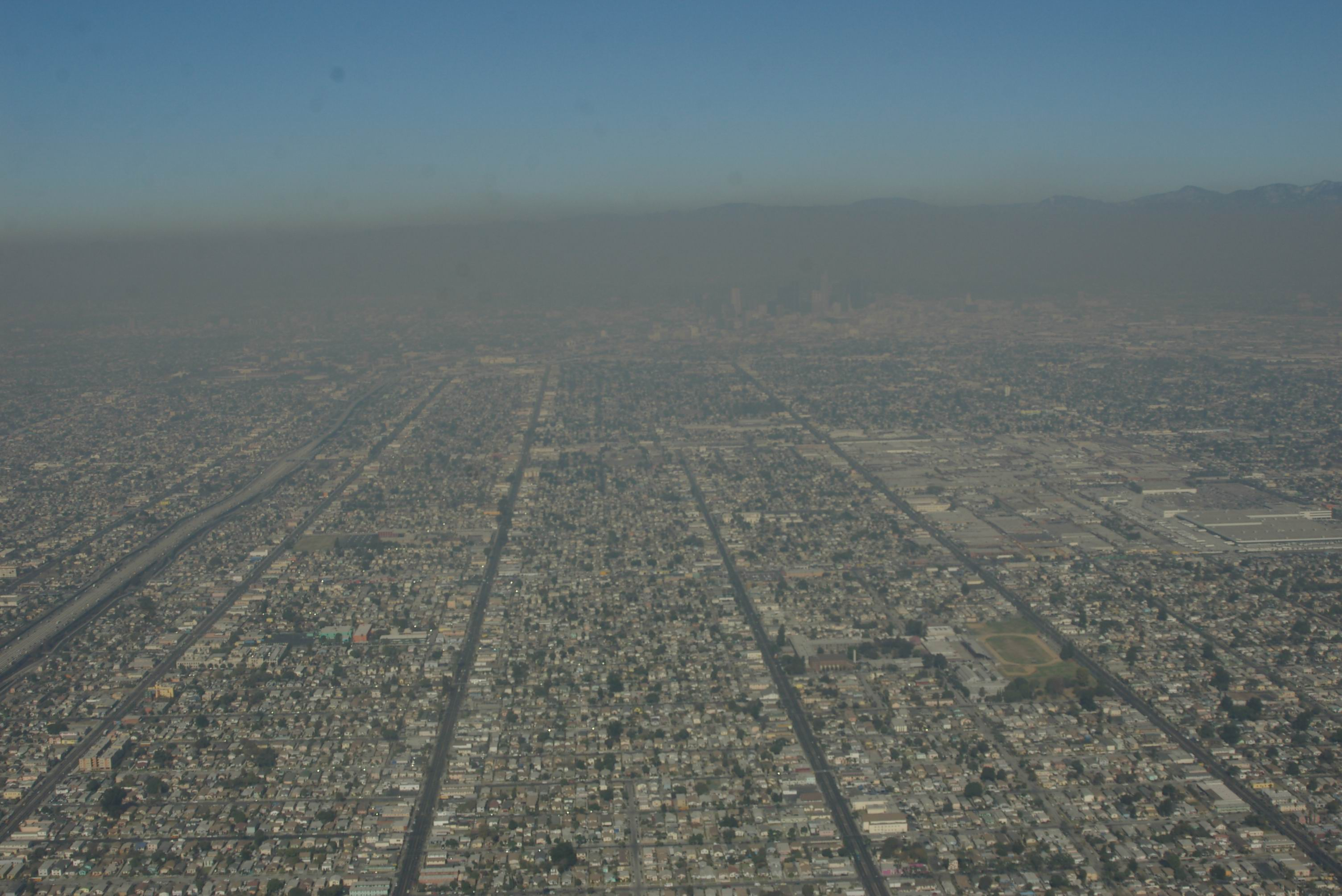
Smog sobre Los Angeles. A poluição atmosférica é um dos principais problemas da cidade.

Los Angeles tem um clima subtropical-mediterrâneo (classificação climática de Köppen-Geiger), com a presença de desertos semiáridos. Los Angeles possui um clima bastante agradável, em comparação a outras grandes cidades americanas. Invernos amenos e verões quentes tornam as praias de Los Angeles bastante movimentadas quase o ano inteiro. A temperatura média no inverno é de 13 ºC, com mínimas entre 12 °C e 10 °C, e máximas entre 18 °C e 21 °C. A temperatura média no verão é de 23 °C, com mínimas entre 12 °C e 17 °C, e máximas entre 24 °C e 38 °C. Precipitação cai na maioria das vezes na forma de chuva, embora no inverno, algumas vezes neve na cidade. Porém, a maior parte da neve acaba derretendo rapidamente ou na atmosfera ou no solo. A taxa de precipitação média anual na cidade é de 38 cm.
As maiores temperaturas sempre são registradas nos meses de agosto e setembro, principalmente em ocasiões de vento Sant'Ana, onde a umidade relativa do ar chega a ficar abaixo dos 10% por vários dias e as temperaturas até a 37 °C na cidade de Los Angeles e a mais de 41 °C nas cidades mais ao interior do estado, como Riverside e San Bernardino. Do final do mês de maio até meados de julho, o litoral da Califórnia vive uma situação de ventos marítimos que chegam ao continente e que provocam dias de tempo muito nublado, névoa e temperaturas amenas. Nesse período, nas áreas litorâneas do Condado de Los Angeles as temperaturas máximas não ultrapassam os 20 °C e no centro da cidade e só vão ficar acima dos 25 °C a partir de Julho. O Inverno é a estação chuvosa, onde costuma-se registrar temperaturas mais baixas, mínimas em torno de 5 °C e máximas inferiores a 13 °C no mês de Dezembro e no começo de Janeiro. Depois disso, ventos secos predominam e aumentam as temperaturas por um bom tempo, sendo observados período de muita oscilação da temperatura, normalmente com manhãs de 8 °C e tardes de 25 °C.
O uso extensivo de veículos pela população de Los Angeles e a geografia da cidade, com montanhas cercando toda a região mais densamente habitada fazem com que a cidade sofra bastante de poluição atmosférica. Muito das emissões geradas pelos veículos acaba ficando presa, por causa das montanhas, bem como as emissões geradas pelas indústrias ali localizadas. Outro problema é a crescente contaminação dos lençóis de água localizados sob a cidade.
| Dados climatológicos para Los Angeles (USC, Centro)                                                                                         | Dados climatológicos para Los Angeles (USC, Centro) | Dados climatológicos para Los Angeles (USC, Centro) | Dados climatológicos para Los Angeles (USC, Centro) | Dados climatológicos para Los Angeles (USC, Centro) | Dados climatológicos para Los Angeles (USC, Centro) | Dados climatológicos para Los Angeles (USC, Centro) | Dados climatológicos para Los Angeles (USC, Centro) | Dados climatológicos para Los Angeles (USC, Centro) | Dados climatológicos para Los Angeles (USC, Centro) | Dados climatológicos para Los Angeles (USC, Centro) | Dados climatológicos para Los Angeles (USC, Centro) | Dados climatológicos para Los Angeles (USC, Centro) | Dados climatológicos para Los Angeles (USC, Centro) |
| Mês | Jan                                                 | Fev                                                 | Mar                                                 | Abr                                                 | Mai                                                 | Jun                                                 | Jul                                                 | Ago                                                 | Set                                                 | Out                                                 | Nov                                                 | Dez                                                 | Ano                                                 |
| --- | --------------------------------------------------- | --------------------------------------------------- | --------------------------------------------------- | --------------------------------------------------- | --------------------------------------------------- | --------------------------------------------------- | --------------------------------------------------- | --------------------------------------------------- | --------------------------------------------------- | --------------------------------------------------- | --------------------------------------------------- | --------------------------------------------------- | --------------------------------------------------- |
| Temperatura máxima recorde (°C) | 35                                                  | 35                                                  | 37                                                  | 41                                                  | 39                                                  | 44                                                  | 43                                                  | 41                                                  | 45                                                  | 42                                                  | 38                                                  | 33                                                  | 45                                                  |
| Temperatura máxima média (°C) | 20,1                                                | 20,3                                                | 21,2                                                | 22,6                                                | 23,6                                                | 25,6                                                | 28,4                                                | 29,1                                                | 28,4                                                | 25,8                                                | 22,7                                                | 19,8                                                | 24                                                  |
| Temperatura mínima média (°C) | 8,8                                                 | 9,6                                                 | 10,6                                                | 11,9                                                | 13,9                                                | 15,7                                                | 17,6                                                | 17,8                                                | 17,3                                                | 14,8                                                | 11,1                                                | 8,6                                                 | 13,2                                                |
| Temperatura mínima recorde (°C) | −2                                                  | −2                                                  | −1                                                  | 2                                                   | 4                                                   | 8                                                   | 9                                                   | 9                                                   | 7                                                   | 4                                                   | 1                                                   | −1                                                  | −2                                                  |
| Chuva (mm) | 79,2                                                | 96,5                                                | 61,7                                                | 23,1                                                | 6,6                                                 | 2,3                                                 | 0,3                                                 | 1                                                   | 6,1                                                 | 16,8                                                | 26,4                                                | 59,2                                                | 379,2                                               |
| Dias com chuva (≥ 0,01 in) | 6,1                                                 | 6,4                                                 | 5,5                                                 | 3,2                                                 | 1,3                                                 | 0,6                                                 | 0,3                                                 | 0,3                                                 | 1                                                   | 2,5                                                 | 3,3                                                 | 5,2                                                 | 35,7                                                |
| Insolação (h) | 225,3                                               | 222,5                                               | 267                                                 | 303,5                                               | 276,2                                               | 275,8                                               | 364,1                                               | 349,5                                               | 278,5                                               | 255,1                                               | 217,3                                               | 219,4                                               | 3 254,2                                             |
| Fonte: National Oceanic and Atmospheric Administration (normal climatológica de 1981-2010; extremos 1877-presente; horas de sol 1961-1977). |                                                     |                                                     |                                                     |                                                     |                                                     |                                                     |                                                     |                                                     |                                                     |                                                     |                                                     |                                                     |                                                     |

| Dados climatológicos para Los Angeles (LAX)                                                                                                 | Dados climatológicos para Los Angeles (LAX) | Dados climatológicos para Los Angeles (LAX) | Dados climatológicos para Los Angeles (LAX) | Dados climatológicos para Los Angeles (LAX) | Dados climatológicos para Los Angeles (LAX) | Dados climatológicos para Los Angeles (LAX) | Dados climatológicos para Los Angeles (LAX) | Dados climatológicos para Los Angeles (LAX) | Dados climatológicos para Los Angeles (LAX) | Dados climatológicos para Los Angeles (LAX) | Dados climatológicos para Los Angeles (LAX) | Dados climatológicos para Los Angeles (LAX) | Dados climatológicos para Los Angeles (LAX) |
| Mês | Jan                                         | Fev                                         | Mar                                         | Abr                                         | Mai                                         | Jun                                         | Jul                                         | Ago                                         | Set                                         | Out                                         | Nov                                         | Dez                                         | Ano                                         |
| --- | ------------------------------------------- | ------------------------------------------- | ------------------------------------------- | ------------------------------------------- | ------------------------------------------- | ------------------------------------------- | ------------------------------------------- | ------------------------------------------- | ------------------------------------------- | ------------------------------------------- | ------------------------------------------- | ------------------------------------------- | ------------------------------------------- |
| Temperatura máxima recorde (°C) | 33                                          | 33                                          | 35                                          | 35                                          | 33                                          | 34                                          | 34                                          | 37                                          | 41                                          | 38                                          | 38                                          | 34                                          | 41                                          |
| Temperatura máxima média (°C) | 18,1                                        | 17,9                                        | 18                                          | 19,1                                        | 20,1                                        | 21,4                                        | 23,2                                        | 23,8                                        | 23,7                                        | 22,5                                        | 20,5                                        | 18,1                                        | 20,6                                        |
| Temperatura mínima média (°C) | 9,3                                         | 10                                          | 10,9                                        | 12,1                                        | 14,1                                        | 15,8                                        | 17,6                                        | 17,9                                        | 17,3                                        | 15,2                                        | 11,8                                        | 9,3                                         | 13,4                                        |
| Temperatura mínima recorde (°C) | −3                                          | 1                                           | 2                                           | 6                                           | 7                                           | 9                                           | 11                                          | 11                                          | 8                                           | 6                                           | 3                                           | 0                                           | −3                                          |
| Chuva (mm) | 68,8                                        | 82,6                                        | 47                                          | 17,8                                        | 5,6                                         | 2                                           | 0,8                                         | 1,3                                         | 5,3                                         | 14,2                                        | 28,2                                        | 52,1                                        | 325,6                                       |
| Dias com chuva (≥ 0,01 in) | 6                                           | 6,6                                         | 5,8                                         | 2,8                                         | 1,2                                         | 0,6                                         | 0,5                                         | 0,3                                         | 1                                           | 2,3                                         | 3,4                                         | 5,2                                         | 35,7                                        |
| Umidade relativa (%) | 63,4                                        | 67,9                                        | 70,5                                        | 71                                          | 74                                          | 75,9                                        | 76,7                                        | 76,6                                        | 74,2                                        | 70,5                                        | 65,5                                        | 62,9                                        | 70,8                                        |
| Fonte: National Oceanic and Atmospheric Administration (normal climatológica de 1981-2010; extremos 1944-presente; horas de sol 1961-1990). |                                             |                                             |                                             |                                             |                                             |                                             |                                             |                                             |                                             |                                             |                                             |                                             |                                             |

| Dados climatológicos para Los Angeles (Canoga Park, Vale de São Fernando) | Dados climatológicos para Los Angeles (Canoga Park, Vale de São Fernando) | Dados climatológicos para Los Angeles (Canoga Park, Vale de São Fernando) | Dados climatológicos para Los Angeles (Canoga Park, Vale de São Fernando) | Dados climatológicos para Los Angeles (Canoga Park, Vale de São Fernando) | Dados climatológicos para Los Angeles (Canoga Park, Vale de São Fernando) | Dados climatológicos para Los Angeles (Canoga Park, Vale de São Fernando) | Dados climatológicos para Los Angeles (Canoga Park, Vale de São Fernando) | Dados climatológicos para Los Angeles (Canoga Park, Vale de São Fernando) | Dados climatológicos para Los Angeles (Canoga Park, Vale de São Fernando) | Dados climatológicos para Los Angeles (Canoga Park, Vale de São Fernando) | Dados climatológicos para Los Angeles (Canoga Park, Vale de São Fernando) | Dados climatológicos para Los Angeles (Canoga Park, Vale de São Fernando) | Dados climatológicos para Los Angeles (Canoga Park, Vale de São Fernando) |
| Mês                                                                       | Jan                                                                       | Fev                                                                       | Mar                                                                       | Abr                                                                       | Mai                                                                       | Jun                                                                       | Jul                                                                       | Ago                                                                       | Set                                                                       | Out                                                                       | Nov                                                                       | Dez                                                                       | Ano                                                                       |
| ------------------------------------------------------------------------- | ------------------------------------------------------------------------- | ------------------------------------------------------------------------- | ------------------------------------------------------------------------- | ------------------------------------------------------------------------- | ------------------------------------------------------------------------- | ------------------------------------------------------------------------- | ------------------------------------------------------------------------- | ------------------------------------------------------------------------- | ------------------------------------------------------------------------- | ------------------------------------------------------------------------- | ------------------------------------------------------------------------- | ------------------------------------------------------------------------- | ------------------------------------------------------------------------- |
| Temperatura máxima recorde (°C)                                           | 34                                                                        | 34                                                                        | 38                                                                        | 41                                                                        | 45                                                                        | 45                                                                        | 46                                                                        | 47                                                                        | 46                                                                        | 43                                                                        | 37                                                                        | 36                                                                        | 47                                                                        |
| Temperatura máxima média (°C)                                             | 19,9                                                                      | 21,1                                                                      | 22,2                                                                      | 25,4                                                                      | 27,4                                                                      | 31,6                                                                      | 35                                                                        | 35,6                                                                      | 33,2                                                                      | 29,1                                                                      | 23,7                                                                      | 20,4                                                                      | 27,1                                                                      |
| Temperatura mínima média (°C)                                             | 12,1                                                                      | 13                                                                        | 14                                                                        | 16,3                                                                      | 18,4                                                                      | 21,7                                                                      | 24,4                                                                      | 24,9                                                                      | 23,1                                                                      | 19,3                                                                      | 14,6                                                                      | 12                                                                        | 17,8                                                                      |
| Temperatura mínima recorde (°C)                                           | −7                                                                        | −8                                                                        | −3                                                                        | −1                                                                        | 1                                                                         | 2                                                                         | 6                                                                         | 6                                                                         | 3                                                                         | −3                                                                        | −5                                                                        | −7                                                                        | −8                                                                        |
| Chuva (mm)                                                                | 97,3                                                                      | 111,8                                                                     | 91,4                                                                      | 22,4                                                                      | 8,1                                                                       | 1,8                                                                       | 0,3                                                                       | 3,8                                                                       | 6,1                                                                       | 15,7                                                                      | 32,8                                                                      | 60,5                                                                      | 452                                                                       |
| Dias com chuva                                                            | 6,2                                                                       | 5,9                                                                       | 6,1                                                                       | 3                                                                         | 1,3                                                                       | 0,4                                                                       | 0,1                                                                       | 0,7                                                                       | 1,3                                                                       | 2                                                                         | 3,2                                                                       | 4,4                                                                       | 34,6                                                                      |
| Fonte: National Oceanic and Atmospheric Administration.                   |                                                                           |                                                                           |                                                                           |                                                                           |                                                                           |                                                                           |                                                                           |                                                                           |                                                                           |                                                                           |                                                                           |                                                                           |                                                                           |

## Demografia
Desde 1900, o crescimento populacional médio, a cada dez anos, é de 44,4%. Segundo o censo nacional de 2020, a sua população é de 3 898 747 habitantes e sua densidade populacional é de 3 206,3 hab/km². Seu crescimento populacional na última década foi de 2,8%, bem abaixo do crescimento estadual de 6,1%. É a cidade mais populosa do estado e a segunda mais populosa do país.
Possui 1 496 453 residências que resulta em uma densidade de 1 230,7 residências/km² e um aumento de 5,8% em relação ao censo anterior. Deste total, 5,8% das unidades habitacionais estão desocupadas. A média de ocupação é de 2,8 pessoas por residência.
De acordo com o Censo de 2010, Los Angeles tinha uma renda familiar média de 49 497 USD, sendo que 22% da população vive abaixo da linha de pobreza estabelecida pelo governo federal.
Em 2019, os sem-abrigo são mais de 55 mil pessoas em Los Angeles. O aumento das rendas e a falta de leis que protejam os inquilinos dos senhorios são factores importantes para o aumento do número de sem-abrigo.

#### Composição étnica

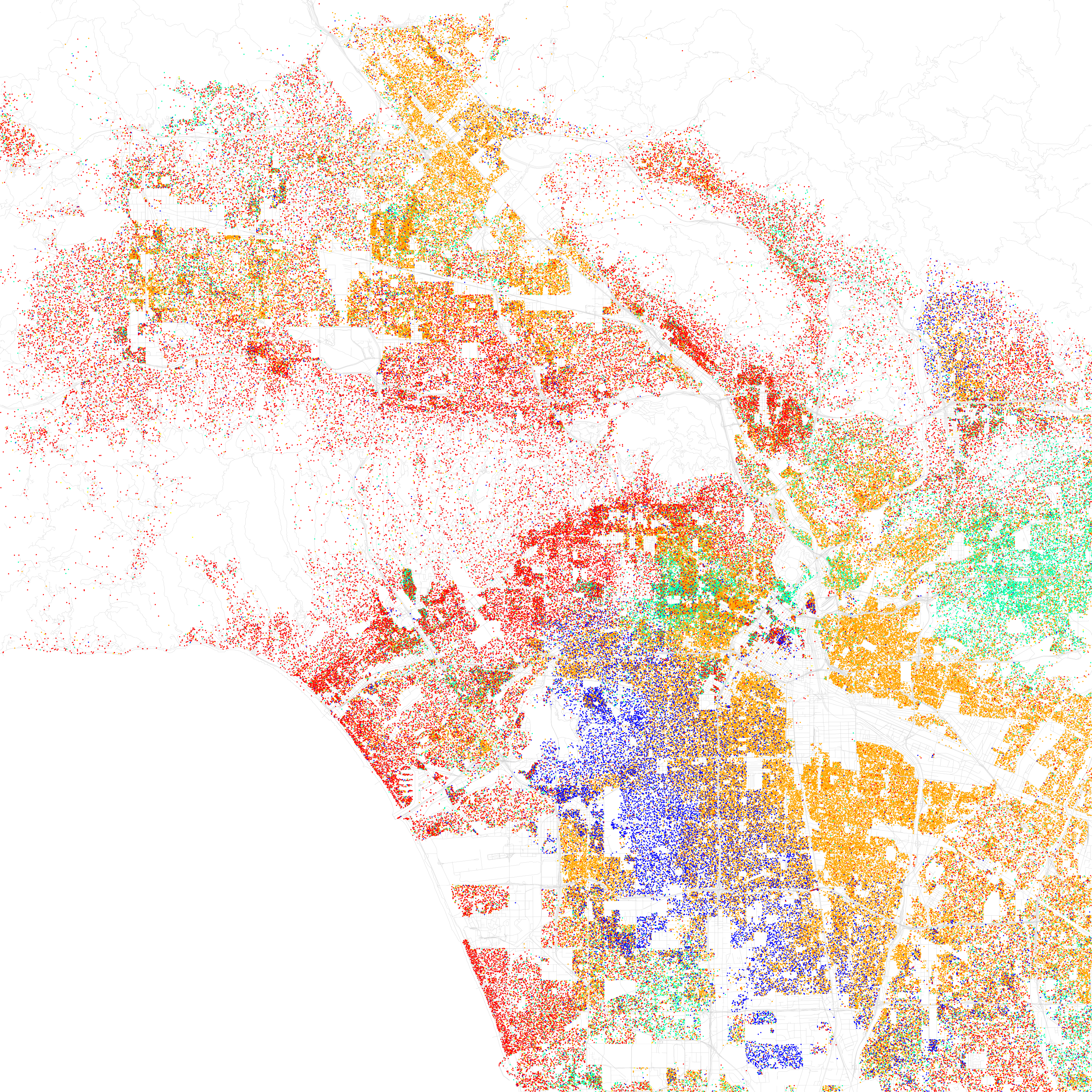
Mapa da distribuição racial em Los Angeles, Censo de 2010. Cada ponto representa 25 pessoas: brancos, negros, asiáticos, hispânicos ou outros (amarelo).

Los Angeles é o lar de pessoas de mais de 140 países, com 224 diferentes idiomas identificados. Enclaves étnicos, como Chinatown, Filipinotown, Koreatown, Little Armenia, Little Ethiopia, Tehrangeles, Little Tokyo, Little Bangladesh e Thai Cidade são exemplos do caráter cosmopolita de Los Angeles.
De acordo com o Censo de 2010, a composição racial da cidade incluía: 1 888 158 brancos (49,8%), 365 118 afro-americanos (9,6%), 28 215 nativos americanos (0,7%), 426 959 asiáticos (11,3%), 5 577 nativos de ilhas do Pacífico (0,1%), 902 959 de outras raças (23,8%) e 175 635 mestiços (4,6%). Hispânicos ou latinos de qualquer raça compunham 1 838 822 pessoas (48,5%).
Os brancos não-hispânicos eram 28,7% da população em 2010, em comparação com 86,3% em 1940. As pessoas de ascendência mexicana compunham o maior grupo étnico de latinos, com 31,9% da população de Los Angeles, seguido por aqueles de El Salvador (6,0%) e Guatemala (3,6%). A população latina está espalhada por toda a cidade e sua área metropolitana, mas é mais fortemente concentrada nas regiões leste e nordeste, que tem uma comunidade mexicana-americana e da América Central antiga e estabelecida.

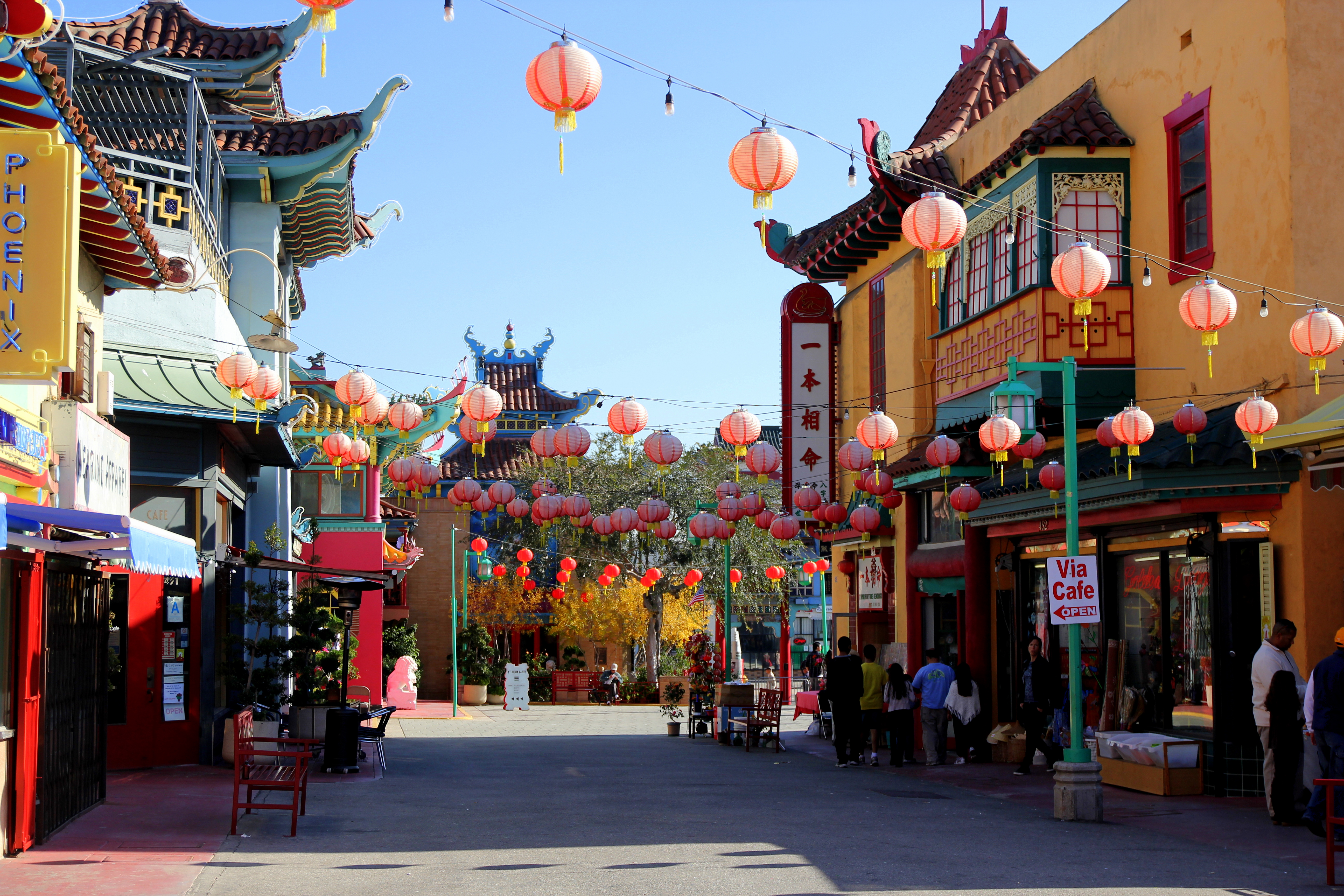
Chinatown de Los Angeles.

Os maiores grupos étnicos asiáticos são filipinos (3,2%) e coreanos (2,9%), que têm seus próprios enclaves étnicos estabelecidos — Koreatown e Filipinotown. O povo chinês, que compõem 1,8% da população de Los Angeles, reside principalmente fora dos limites da cidade de Los Angeles e sim no Vale de São Gabriel no leste do Condado de Los Angeles, mas tem uma considerável presença na cidade, nomeadamente em Chinatown, que, ao lado de Thaitown, também é o lar de muitos tailandeses e cambojanos, que compõem 0,3% e 0,1% da população Los Angeles, respectivamente. Japoneses compreendem 0,9% da população. Vietnamitas compõem 0,5% da população de Los Angeles. Indianos compõem 0,9% da população da cidade.
Os afro-americanos têm sido o grupo étnico predominante no Sul de Los Angeles, que emergiu como a maior comunidade afro-americana no oeste dos Estados Unidos desde os anos 1960. Os bairros do sul de LA com maior concentração de afro-americanos são Crenshaw, Baldwin Hills, Leimert Park, Hyde Park, Gramercy Park, Manchester Square e Watts. Além da região sul, bairros da região central de Los Angeles, como Mid-City, Mid-Wilshire e Arlington Heights tem uma concentração moderada a alta de afro-americanos também. Em 1970, o Census Bureau informou a população da cidade como 17,9% de negros, 61,1% de brancos não-hispânicos e 17,1% hispânicos.

#### Religião
Religião em Los Angeles (2014)

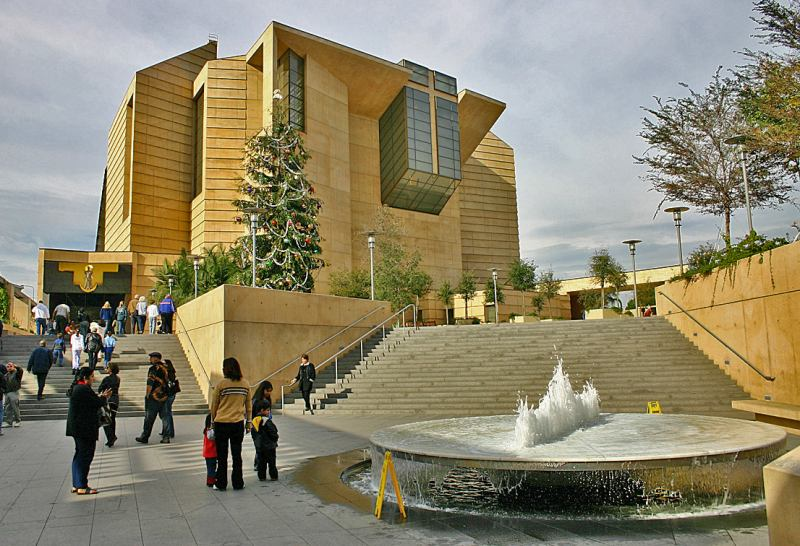
Catedral de Nossa Senhora dos Anjos, a sé arquiepiscopal da Arquidiocese de Los Angeles.

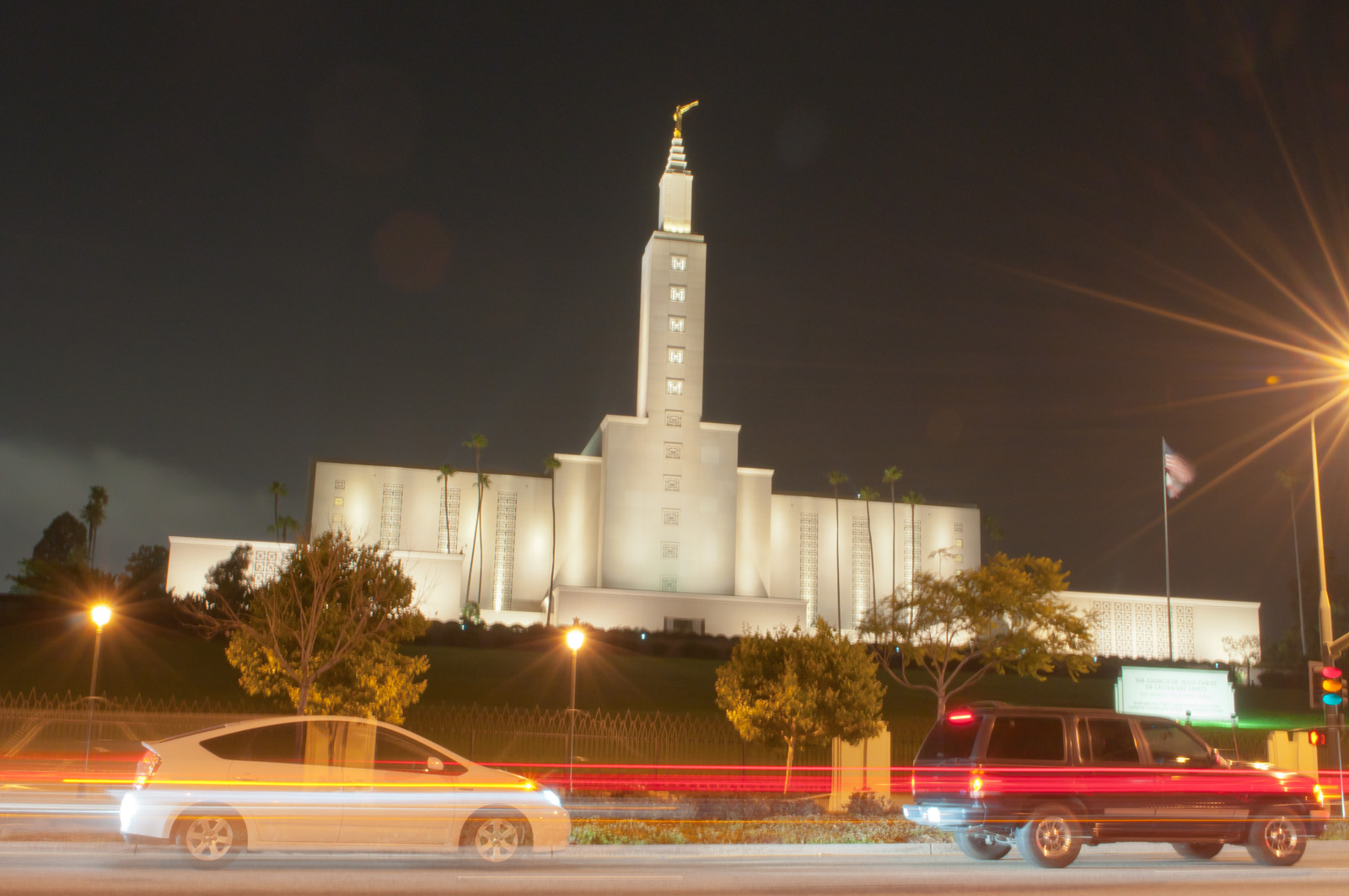
Templo de Los Angeles da Igreja Mórmon.

De acordo com um estudo de 2014 pelo Pew Research Center, o cristianismo é a religião predominantemente praticada em Los Angeles (65%). O arcebispo católico romano local lidera uma das maiores arquidioceses do país, a Arquidiocese de Los Angeles. O cardeal Roger Michael Mahony supervisionou a construção da Catedral de Nossa Senhora dos Anjos, que abriu em setembro de 2002 no centro de Los Angeles. A construção da catedral marcou uma vinda de uma nova grande era católica da cidade, graças a uma comunidade fortemente latina. Há inúmeras igrejas católicas e paróquias por toda Los Angeles.
Em 2011, o costume, uma vez comum, de realizar de uma procissão e uma missa em honra de Nuestra Señora de los Ángeles, em comemoração da fundação da cidade de Los Angeles, em 1781, foi reavivado pela Fundação Rainha dos Anjos e por seu fundador Mark Albert, com o apoio e aprovação da Arquidiocese de Los Angeles, bem como de vários líderes civis. O costume é uma continuação das procissões e missas originais que começaram no primeiro aniversário da fundação de Los Angeles em 1782 e continuaram por quase um século depois.
Los Angeles possui uma tradição protestante influente e rica. No início dos anos 1900, o Instituto Bíblico de Los Angeles publicou os documentos que originaram o Fundamentalismo Cristão, ao passo que o Reavivamento da Rua Azusa lançou o Pentecostalismo. A Igreja do Evangelho Quadrangular foi fundada em Los Angeles por Aimee Semple McPherson em 1923 e continua com sede internacional no mesmo local até hoje. Por muitos anos, a igreja se reuniu no Angelus Temple, que, quando construído, veio a ser um dos maiores templos do país.
Com 621 mil judeus na região metropolitana (490 000 na cidade propriamente dita), a região tem a segunda maior população de judeus nos Estados Unidos. Muitos dos judeus de Los Angeles vivem no Westside e no Vale de São Fernando, embora Boyle Heights e Northwest Los Angeles já tenham tido grandes populações judaicas. Muitas variedades do judaísmo são representados na região.

## Governo e política

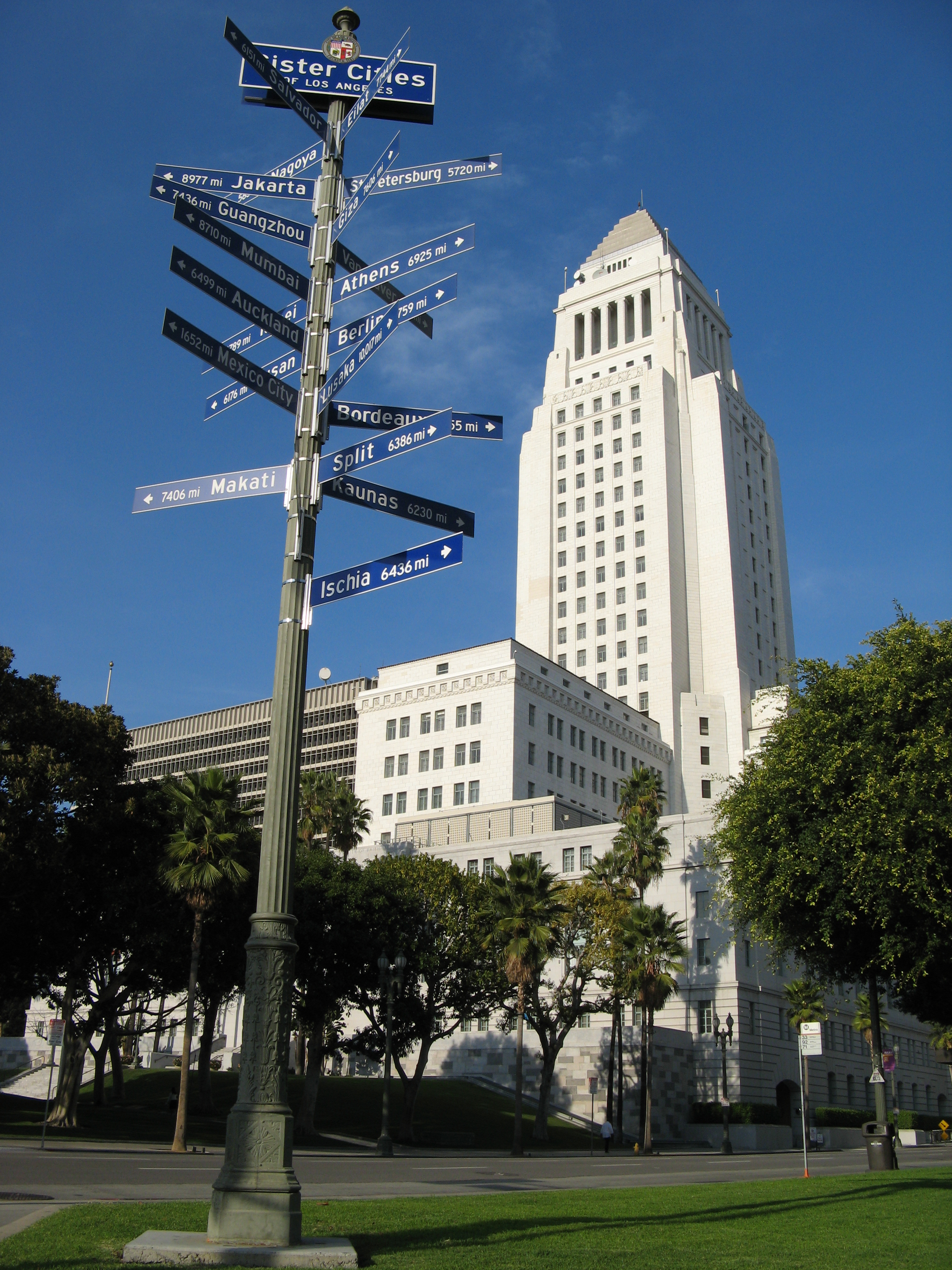
Placa em frente ao prédio da prefeitura de Los Angeles indicando direção e distância de cada cidade-irmã

Los Angeles é a administrada por um prefeito e por um Conselho composto de 15 membros, um de cada um dos 15 distritos de Los Angeles. O prefeito é eleito pelos eleitores da cidade para mandatos de até quatro anos de duração. Os eleitores de cada um dos distritos elegem um representante para o Conselho da cidade, para mandatos de até quatro anos de duração. Outros oficiais são diretamente escolhidos pelo prefeito, como um posto encarregado de administrar o sistema judiciário da cidade e garantir que as leis da cidade sejam cumpridas pelos seus habitantes.
O governo municipal de Los Angeles têm mostrado-se ineficiente em algumas áreas, o que fez com que os distritos de Hollywood e Vale de San Fernando buscassem independência em 2002, embora não tendo sucesso, alegando que a municipalidade de Los Angeles prefere concentrar sua atenção em áreas mais densamente povoadas da cidade, como o centro da cidade, negligenciando áreas de menor densidade populacional. Para tornar mais efetiva o governo municipal, o Conselho municipal de Los Angeles têm promovido a formação de Conselhos regionais, tendo sido proposto em 1996 e aprovado em 1999.

### Cidades-irmãs
Lista de cidades-irmãs de Los Angeles:
- Atenas
- Auckland
- Beirute
- Berlim
- Bordéus
- Busan
- Cidade do México
- Éilat
- Erevan
- Giza
- Guangzhou
- Ischia
- Jacarta
- Kaunas
- Lusaca
- Makati City
- Mumbai
- Nagoya
- São Petersburgo
- Salvador
- San Salvador
- Split
- Taipei
- Teerã
- Vancouver
- Luanda

## Economia

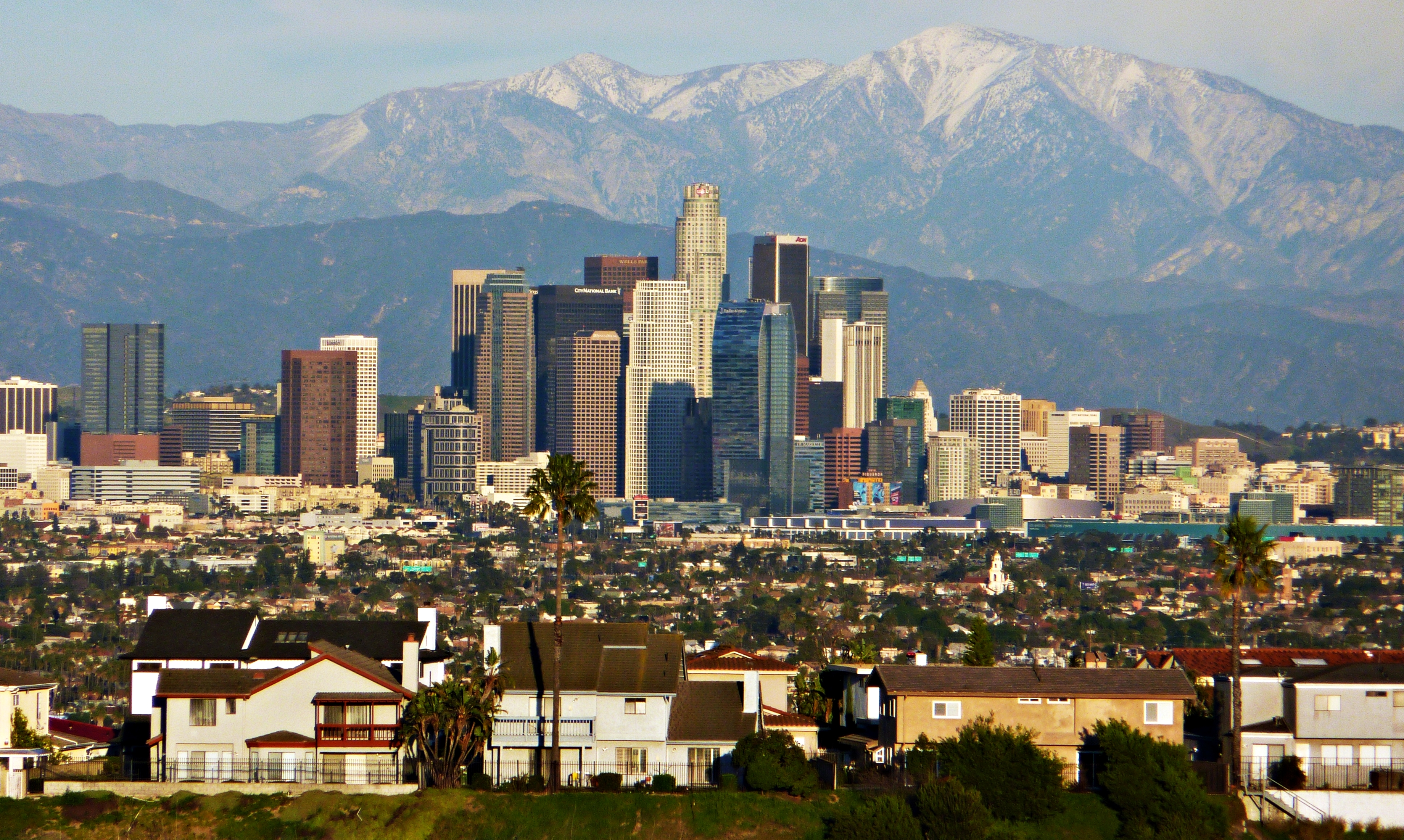
Centro de Los Angeles.

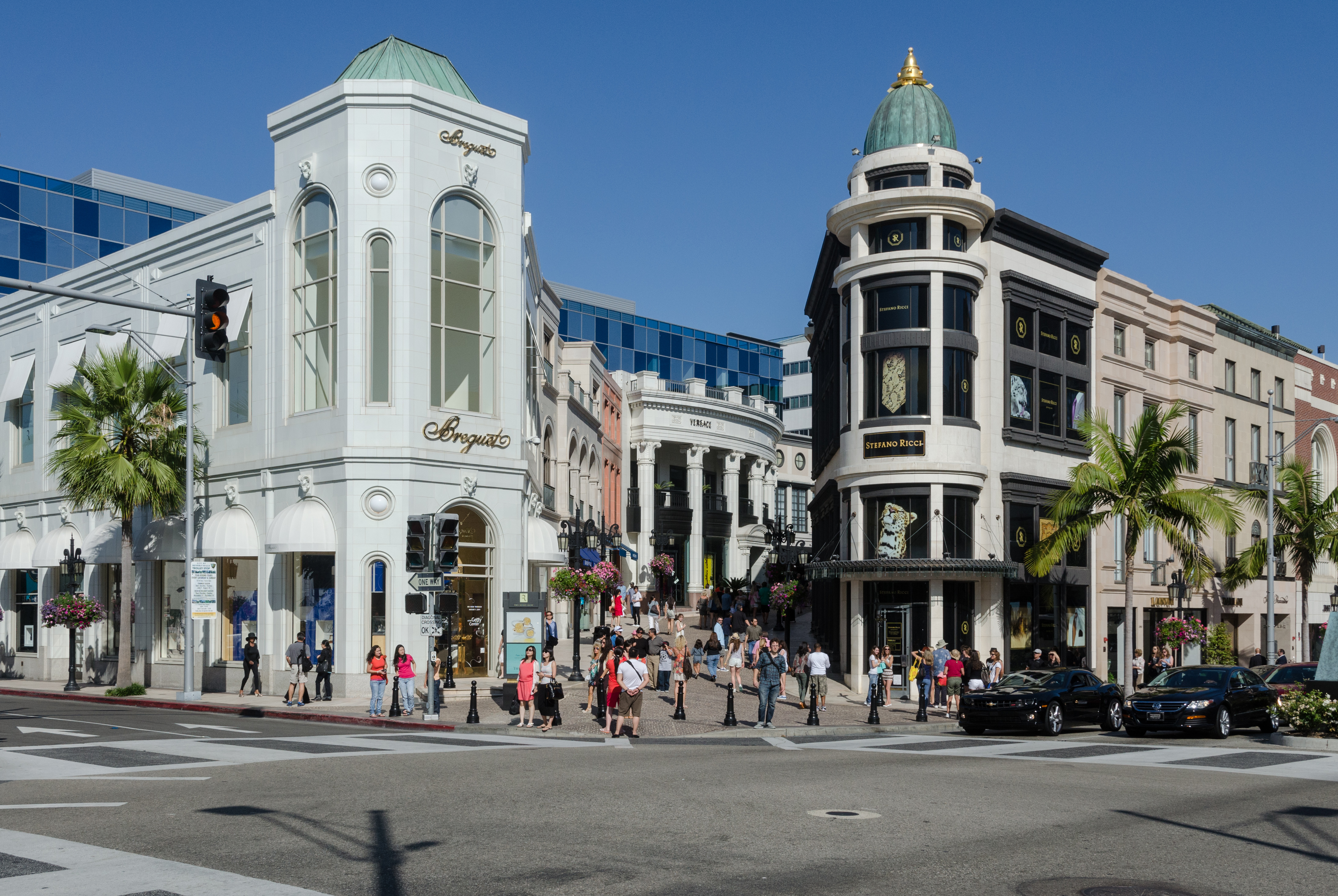
Rodeo Drive em Beverly Hills, uma das áreas de luxo do Condado de Los Angeles.

A economia de Los Angeles é conduzida pelo comércio internacional, pelo entretenimento (televisão, filmes, jogos de vídeo), aeroespacial, tecnologia, petróleo, moda e turismo. Outras indústrias significativas incluem finanças, telecomunicações, direito, saúde e transporte. Três dos seis maiores estúdios de cinema — Paramount Pictures, 20th Century Fox e Universal Pictures — estão localizados dentro dos limites da cidade.
Los Angeles é o maior centro de produção no oeste dos Estados Unidos. Os portos contíguos de Los Angeles e Long Beach juntos compõem o quinto mais movimentado porto do mundo e o porto mais importante do Hemisfério Ocidental, vital para comércio na costa do Pacífico.
A região metropolitana Los Angeles-Long Beach tem um produto metropolitano bruto de 866 bilhões de dólares (2015), o que a torna a terceira maior economia metropolitana do mundo, depois de Tóquio e Nova York. Los Angeles foi classificada uma "cidade global alfa" de acordo com um estudo de 2012 por um grupo da Universidade de Loughborough.
Os maiores empregadores da cidade em 2009 eram, em ordem decrescente, o governo da cidade de Los Angeles, o governo do Condado de Los Angeles e a Universidade da Califórnia em Los Angeles. A Universidade do Sul da Califórnia (USC) é o quarto maior empregador da cidade e o maior empregador do setor privado.
Em 2014, a cidade era o lar de seis empresas da classificadas pela Fortune 500: Occidental Petroleum Corporation; Net Health, Inc.; Reliance Steel & Aluminum Co.; AECOM Technology Corporation 332 Oaktree Capital Group, LLC; e CBRE Group, Inc.

## Infraestrutura

### Mídia

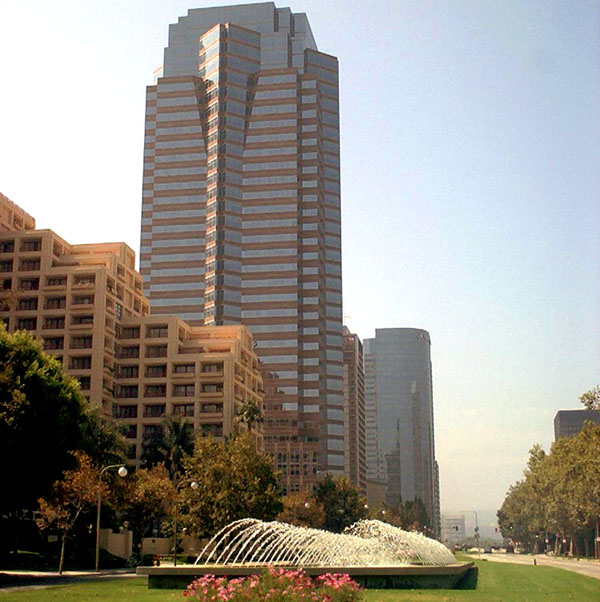
Fox Plaza, sede da 20th Century Fox.

Los Angeles possui dois jornais diários: o Los Angeles Times e o La Opinión (esta última voltada para a população hispânica), bem como outros quarenta jornais comunitários de menor circulação, que publicam seus materiais em inglês, espanhol ou outros idiomas e estão voltadas para uma certa etnia da cidade e cem jornais regionais semanais. O Los Angeles Times possui uma circulação diária de mais de 1 000 000 de cópias.[carece de fontes?]
Centenas de revistas são impressas e publicadas em Los Angeles. Uma delas é a Los Angeles Magazine, que publica reportagens de interesse geral sobre a área da cidade. Outras revistas estão especializadas em certas matérias como surfing, skating, por exemplo.[carece de fontes?]
Dez estações de televisão público, outras tantas estações de TV a cabo e mais de 75 estações de rádio estão localizadas em Los Angeles. A cidade abriga os quartéis-generais de duas grandes companhias de televisão americanas, a FOX e a UPN. Outras grandes redes de televisão americana como a ABC e a CBS produzem muitos de seus programas em Los Angeles.[carece de fontes?]
A indústria de telecomunicações cresceu desde a década de 1940 e absorveu, em grande parte, a queda dos números de postos de trabalhos oferecidos pela indústria cinematográfica, ocorrida a partir da década de 1940.[carece de fontes?]

### Educação

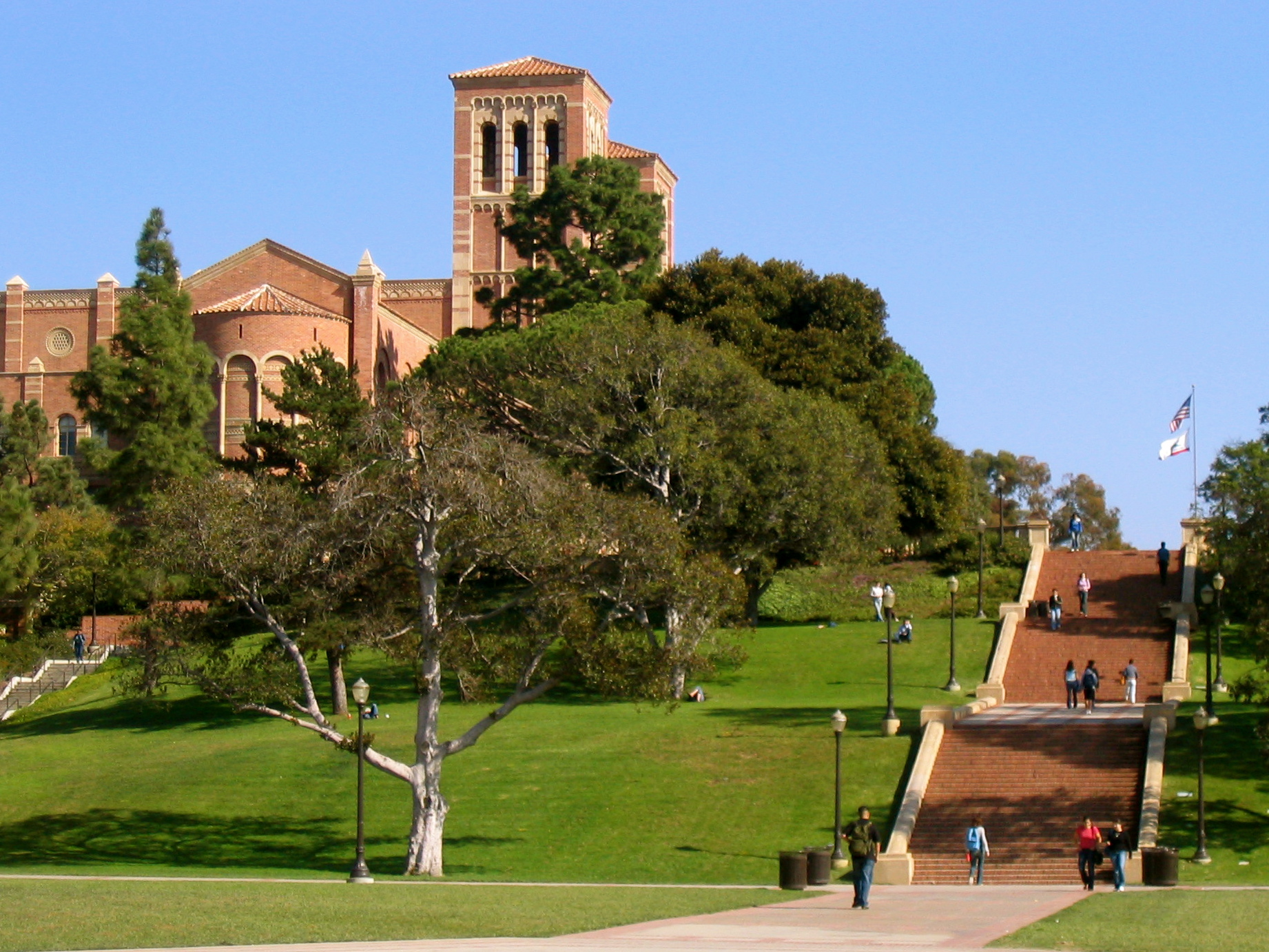
Universidade da Califórnia em Los Angeles.

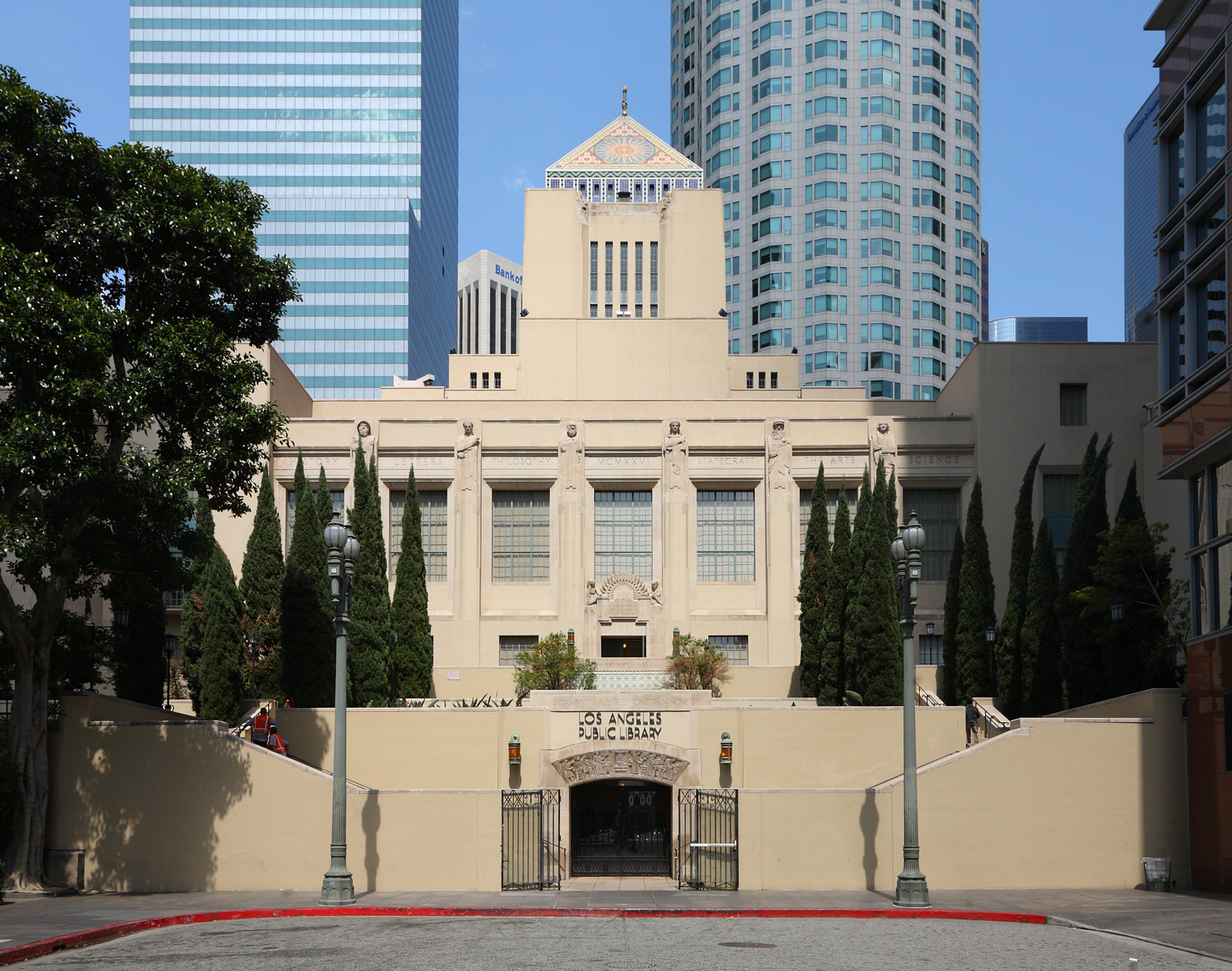
Biblioteca Central de Los Angeles

A cidade de Los Angeles possui três principais universidades, sendo elas a Universidade da Califórnia, Universidade do Estado da Califórnia e a Universidade do Sul da Califórnia, entre outras universidades e faculdades de menor porte. A Universidade do Estado da Califórnia forma o maior sistema universitário dos Estados Unidos e um dos maiores do mundo.[carece de fontes?]
O sistema de escolas públicas de Los Angeles, administrada pela Los Angeles Unified School District (LAUSD), um distrito escolar, é o segundo maior dos Estados Unidos, menor apenas do que o sistema escolar público de Nova Iorque. A LAUSD não somente administra as escolas localizadas dentro dos limites municipais de Los Angeles, bem como escolas de outras cidades vizinhas. A área de responsabilidade da LAUSD é de 1 840 km. São cerca de 800 000 estudantes estudando em 900 escolas. A LAUSD é administrada pela Board of Education, um Conselho formado por sete membros eleitos pelos habitantes da cidade para mandatos de quatro anos.
A LAUSD tem recebido verbas insuficientes desde o final da década de 1960, à medida que o número de crianças e adolescentes estudando no sistema escolar aumentara mais que do que a receita da companhia. Uma das principais fontes de renda da LAUSD eram impostos de terreno e propriedades localizadas próximos às escolas controladas pela LAUSD. Com uma lei, aprovada em 1978, que cortava esses impostos, a LAUSD passou a depender de ajuda do governo da Califórnia, uma vez que as verbas fornecidas diretamente pela municipalidade de Los Angeles não aumentaram significantemente. Professores foram demitidos, o horário das classes foram diminuídas e mais alunos foram colocados por classe, e muitas escolas da cidade estão em péssimo estado. Recentemente, a LAUSD organizou um programa de construção em massa de escolas, pela cidade, em uma tentativa de diminuir a lotação de escolas já existentes. Cerca de 60 000 estudantes estudam em 225 diferentes escolas privadas ou em escolas católicas. Ao contrário de outras grandes cidades americanas ou canadenses, o sistema católico de ensino não recebe verbas do município, recebendo verbas diretamente do governo da Califórnia.[carece de fontes?]
O sistema de bibliotecas públicas de Los Angeles possui cerca de 6 000 000 de volumes, uma das maiores coleções dos Estados Unidos. Este sistema administra bibliotecas espalhadas ao longo da cidade, bem como um sistema de book mobiles, veículos que transportam material literário em diversas áreas mais isoladas de Los Angeles, bem como alguns de seus subúrbios. Vários museus também possuem bibliotecas que são de livre acesso para o público em geral.[carece de fontes?]

### Transportes
|                                                           |  |                                                     |
| Union Station, a principal estação ferroviária da cidade. |  | Trem do Metrô de Los Angeles na estação La Cienega. |

O sistema de transporte público de Los Angeles é administrada pela Los Angeles County Metropolitan Transportation Authority, que administra uma malha de rotas de ônibus, uma linha de metrô e três linhas de light rail e ferrovias em todo o Condado de Los Angeles. O sistema ferroviário e linhas de ônibus ligam Los Angeles com suas cidades vizinhas. A linha de metrô de Los Angeles, auxiliado por três de light rail, é totalmente insuficiente para atender à gigantesca população de Los Angeles, uma das principais razões para o uso extensivo de carros por grande parte dos habitantes da cidade como meio principal de locomoção. A cidade possuía algumas linhas de bondes e de metrô antes da década de 1960, mas todas elas foram fechadas na década de 1960, quando a prefeitura da cidade foi pressionada pela General Motors a fazê-lo assim. Isto ocorreu em outras cidades americanas, como Detroit e Cleveland, por exemplo, por interesses econômicos. Outro sistema ferroviário, separado das ferrovias controladas pela MTA, atende passageiros que viajam entre o condado de Los Angeles e cidades localizadas em condados vizinhos. Este sistema chama-se Metrolink.[carece de fontes?]
|                                                   |  |                                             |
| Vista aérea do Judge Harry Pregerson Interchange. |  | Trecho da interestadual 405 em Los Angeles. |

A maior parte dos habitantes da região metropolitana de Los Angeles usa o automóvel como meio principal de locomoção. Muitos habitantes de subúrbios e bairros percorrem longas distâncias até o centro financeiro da cidade. Como resultado, Los Angeles possui o maior sistema de Vias expressas e autoestradas do mundo. Este sistema é uma malha de 1 080 km de autoestradas de vias de alta velocidade, que cortam toda a região metropolitana de Los Angeles. Mesmo assim, o grande tráfego de veículos de manhã e de tarde (pessoas indo e vindo do trabalho) fazem com que boa parte desse sistema esteja congestionada durante estes horários. Los Angeles dispõe de uma grande malha ferroviária, que opera à parte das ferrovias controladas pela MTA e pela Metrolink. Duas principais ferrovias, a Burlington Northern Santa Fe e a Union Pacific, servem a cidade, conectando-a com o resto dos Estados Unidos. Trens de passageiros usam a Union Station, localizado próximo ao centro da cidade.[carece de fontes?]
|                                                        |  |                                                           |
| O LAX, o quinto aeroporto mais movimentado do planeta. |  | Ponte Vincent Thomas com o Porto de Los Angeles ao fundo. |

Em Los Angeles, está localizado um dos aeroportos mais movimentado do mundo, o Aeroporto Internacional de Los Angeles, que movimentou cerca de 80 milhões de passageiros em 2016. Este aeroporto serve como escalas de voos procedentes de outras cidades do continente americano e da Europa, cujo destino final são cidades localizadas na Ásia. Outros quatro aeroportos servem a região metropolitana de Los Angeles: o Aeroporto Internacional de Ontario, localizado na cidade vizinha de Ontario, o Aeroporto Internacional John Wayne, o Aeroporto Bob Hope e o Aeroporto Van Nuys, este último, o aeroporto de aviação geral mais movimentada do mundo.
A região metropolitana de Los Angeles possui dois grandes terminais portuários: o Porto de Los Angeles e o Porto de Long Beach, que juntos, formam o terceiro centro portuário mais movimentado do mundo, e movimentando mais carga do que qualquer outra cidade americana. O Porto de Los Angeles está localizada na Baía de São Pedro, no distrito de São Pedro, a cerca de 30 km  ao sul do centro da cidade. O porto ocupa uma área de trinta km², incluindo terreno e água, além de 69 km de cais. Está localizado junto ao Porto de Long Beach. Os portos de Los Angeles e Long Beach juntos compõem o Porto de Los Angeles — Long Beach. Outros portos menores, não industriais, estão localizados ao longo da costa de Los Angeles, a maioria deles, como Redondo Beach e Marina del Rey, são utilizados por veleiros e iates. O porto inclui quatro pontes: Ponte Vincent Thomas, Henry Ford, Gerald Desmond e Comodoro Schuyler F. Heim.

## Cultura

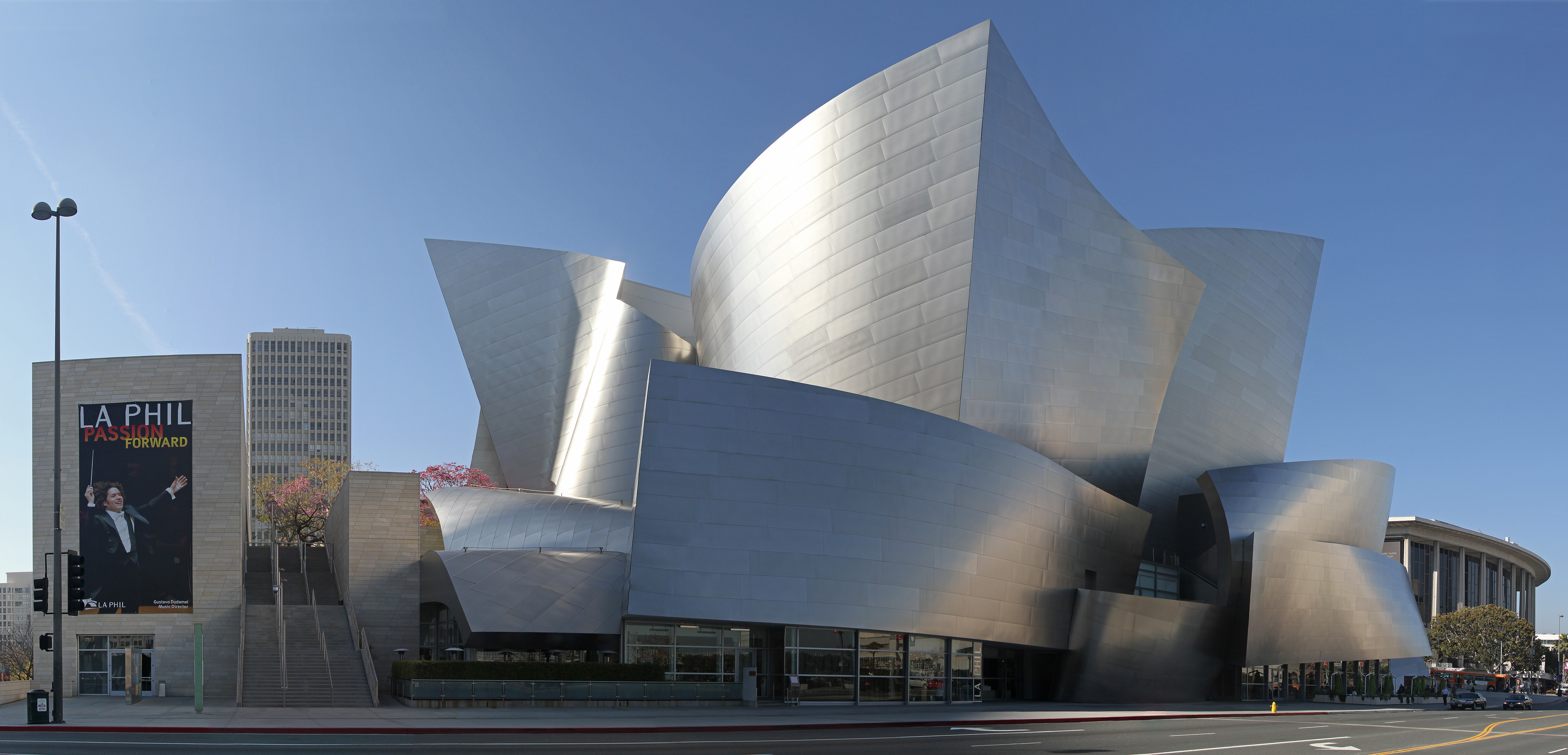
Walt Disney Concert Hall.

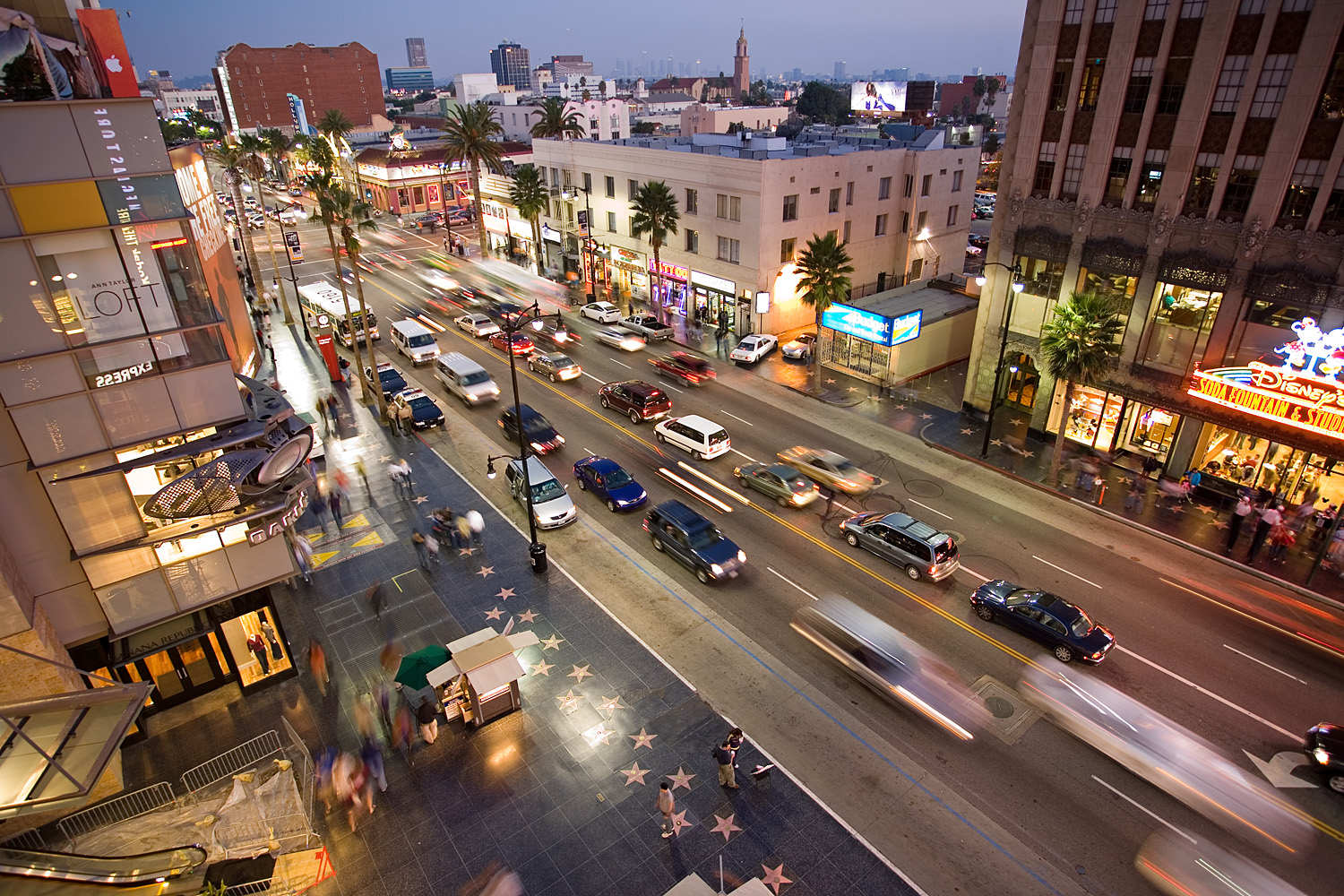
Hollywood Boulevard a partir do Teatro Dolby.

Los Angeles é muitas vezes classificada como a "capital criativa do mundo", visto que um em cada seis de seus residentes trabalha em uma indústria criativa e há mais artistas, escritores, cineastas, atores, dançarinos e músicos que vivem e trabalham em Los Angeles do que qualquer outra cidade em qualquer outro momento da história.
O bairro de Hollywood tornou-se reconhecido como o centro da indústria cinematográfica. Los Angeles é o anfitriã dos Prêmios da Academia e é o a sede da USC School of Cinematic Arts, a mais antiga escola de cinema dos Estados Unidos.
As artes cênicas desempenham um papel importante na identidade cultural de Los Angeles. De acordo com o USC Stevens Institute for Innovation, "há mais de 1 100 produções teatrais anuais e 21 inaugurações por semana". O Centro de Música de Los Angeles é "um dos três maiores centros de artes cênicas do país", com mais 1,3 milhão de visitantes por ano. O Walt Disney Concert Hall, peça central do Centro de Música, é o lar da prestigiada Orquestra Filarmônica de Los Angeles. Organizações notáveis como o Center Theatre Group, o Los Angeles Master Chorale e a Los Angeles Opera também são empresas residentes no Centro de Música. O talento é cultivado localmente em instituições de primeira categoria, como a Colburn School e a US Thornton School of Music.
Existem 841 museus e galerias de arte no Condado de Los Angeles. Na verdade, Los Angeles tem mais museus per capita do que qualquer outra cidade do mundo. Alguns dos museus notáveis são o Museu de Arte do Condado de Los Angeles (o maior museu de arte do oeste dos Estados Unidos), o Getty Center (parte do J. Paul Getty Trust, a instituição de arte mais rica do mundo), o USS Iowa (BB-61) e o Museu de Arte Contemporânea de Los Angeles. Um número significativo de galerias de arte estão localizadas na Galeria Row e dezenas de milhares participam da caminhada mensal da arte do centro da cidade.

### Esportes

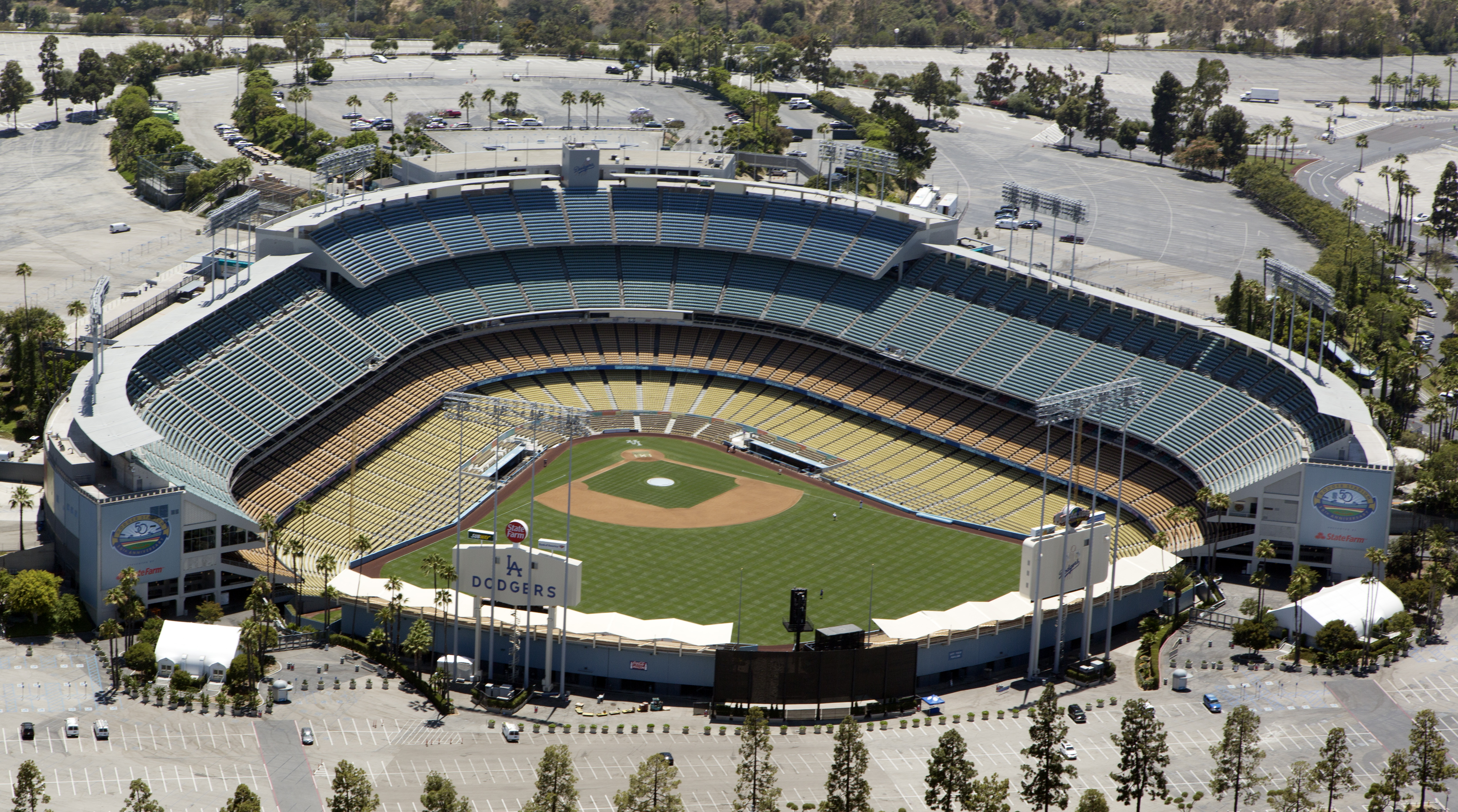
Dodger Stadium, casa dos Dodgers.

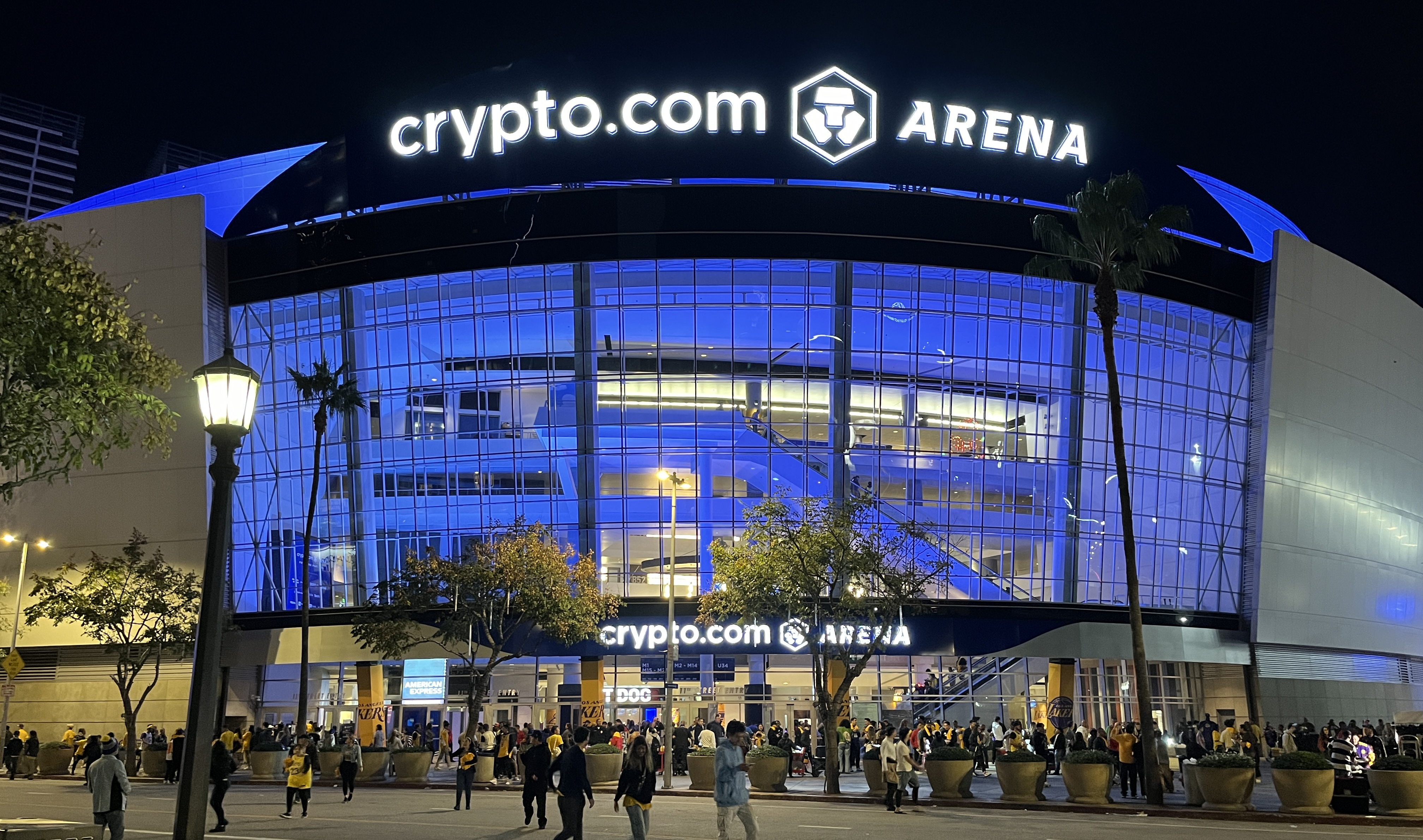
Crypto.com Arena, casa dos Lakers, Sparks e Kings.

A cidade de Los Angeles e sua área metropolitana são o lar de dez equipes esportivas profissionais de nível superior. Essas equipes incluem os Los Angeles Dodgers e Los Angeles Angels da Major League Baseball (MLB), Los Angeles Rams e Los Angeles Chargers da National Football League (NFL), o Los Angeles Lakers e o Los Angeles Clippers da National Basketball Association (NBA), o Los Angeles Kings e o Anaheim Ducks da National Hockey League (NHL), o Los Angeles Galaxy e o Los Angeles FC da Major League Soccer (MLS) e o Los Angeles Sparks da Women's National Basketball Association (WNBA). Outras equipes notáveis incluem os Bruins da UCLA e os Trojans da USC na National Collegiate Athletic Association (NCAA), ambas equipes da 1.ª Divisão da Pacific-12 Conference.
Los Angeles é a segunda maior cidade dos Estados Unidos, mas não hospedou nenhuma equipe da NFL entre 1995 e 2015. No entanto, a área de Los Angeles hospedou duas equipes da NFL: os Rams e os Raiders. Ambos deixaram a cidade em 1995, sendo que os Rams se mudaram para St. Louis, enquanto os Raiders voltaram para sua casa original, Oakland. Depois de 21 temporadas em St. Louis, em 12 de janeiro de 2016, a NFL anunciou que os Rams voltariam para Los Angeles para a Temporada da NFL de 2016. Um novo estádio será construído em Inglewood, para a equipe na temporada 2020. Antes de 1995, os Rams jogaram suas partidas no Los Angeles Memorial Coliseum de 1946 a 1979 e os Raiders de 1982 a 1994. Os San Diego Chargers anunciaram em 12 de janeiro de 2017 que eles se deslocariam para Los Angeles e se tornariam o Los Angeles Chargers a partir da Temporada da NFL de 2017 e jogaria no StubHub Center em Carson pelas próximas três temporadas até o estádio de Inglewood estar pronto.
A cidade de Los Angeles recebeu duas vezes os Jogos Olímpicos de Verão: em 1932 e em 1984. Em 2028, a cidade irá hospedar os jogos pela terceira vez. Los Angeles será a terceira cidade, depois de Londres (1908, 1948 e 2012) e Paris (1900, 1924 e 2024), a sediar os Jogos Olímpicos por três vezes. Quando os décimos Jogos Olímpicos foram hospedados em 1932, a antiga 10ª Rua foi renomeada para Avenida Olímpica. Os Super Bowls I e VII também foram realizados na cidade, bem como vários jogos da Copa do Mundo FIFA de 1994 no Rose Bowl, incluindo a partida final. Los Angeles também hospedou as Surdolimpíadas em 1985 e Special Olympics World Summer Games em 2015.